# Michal Olšiak
Michal Olšiak (* 1978 Žďár nad Sázavou) je český sochař a malíř.

## Životopis
Narodil se v roce 1978 ve Žďáru nad Sázavou, kde vystudoval gymnázium. Po jeho absolvování se věnoval malířství a sochařství a také často cestoval. Je autorem desítek soch z betonu a písku nebo kamene, které se nacházejí zejména v jeho rodném kraji, ale i na území České republiky, Německa či Itálie. Jako malíř se zaměřuje na malbu olejem či kombinovanou technikou. Od roku 2006 se živí jako sochař na volné noze a od dubna 2013 vede vlastní galerii ve Veselské ulici ve Žďáru nad Sázavou. O dva roky později byla galerie přesunuta na náměstí Republiky. V roce 2021 tvořil s týmem autorů písečné sochy v rámci výstavy „Cesta do fantazie” v Lednici na Moravě.

## Kritika
V roce 2015 se proti záměru vybudovat sochu zubra Michala Olšiaka v Bystřici nad Pernštejnem, ozvala skupina přibližně 40 umělců v čele s Jaroslavem Grodlem, malířem a kurátorem Oblastní galerie Vysočiny v Jihlavě. Sepsali proti práci Olšiaka otevřený dopis, který zaslali bystřickému zastupitelstvu, kde o zvažované soše prohlásili, že jde o „plytkou turistickou mucholapku“. Starosta Bystřice Karel Pačiska zdůrazňoval, že nejde o umělecké dílo v pravém slova smyslu a za rozhodnutím zastupitelstva si stojí. Podle skupiny kolem Jaroslava Grodla je proces zadávání uměleckých zakázek „v rukou nekompetentních osob, a tak dochází k těžko napravitelnému poškození veřejného prostoru a k jeho nepřirozené deformaci.“ Grodl také uvedl, že nejvíc na celé věci pobuřuje, že sochy vznikají bez přizvání jakékoli odborné veřejnosti a následně dochází ke znevážení míst která jsou historicky významná. Podle starosty Pačisky bylo impulzem k zadání sochy i přání zvýšit turistický ruch. K sochám se vyjádřil i vedoucí městského muzea v Bystřici nad Pernštejnem Vladimír Cisák, podle kterého Olšiakovy sochy ničí krajinu. Dodal, že taková tvorba rozhodně nepatří do Chráněné krajinné oblasti Žďárské vrchy. Kritika neuspěla a socha zubra byla odhalena 20. září 2015. Město Bystřice nad Pernštejnem na ni uvolnilo 200 tisíc Kč.

## Sochy
- Abstrakce–žena

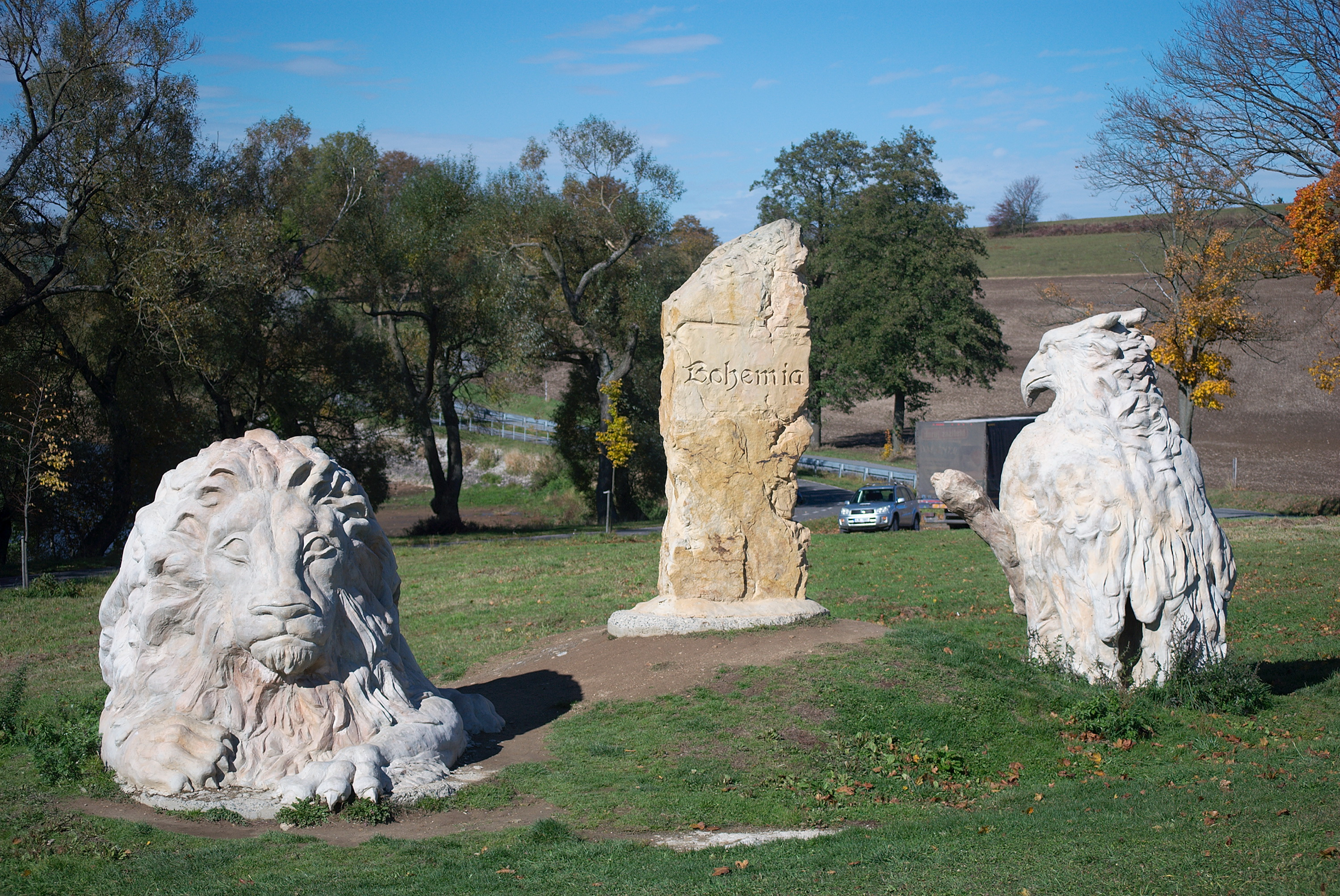
Sousoší "Hraniční kámen"

- Býk v areálu jatek Maso Brejcha v Blovicích (2011)
- Čertův stolek v Chotěboři (2013)
- Drak v Ronově nad Sázavou (2012)
- Duběnka v lokalitě Lom Svatá Anna v Měšicích u Tábora (2014)
- Fontána u Rychnova
- Gryf u zámku Pohled (2014)
- Hamroň u Hamrů nad Sázavou (2007)
- Hejkal Pepino ve Třech Studních u penzionu Zátiší (2012)
- Houby u penzionu Fryšava ve Fryšavě pod Žákovou horou (2013)
- Hraniční kámen u Žďáru nad Sázavou (na hrázi Pilské nádrže; 2009)
- Hroši ve Škrdlovicích u hotelu U Hrocha (2008)
- Charlie Chaplin u vinárny U Charlieho ve Žďáru nad Sázavou (2011)
- Chodský pes u restaurace Chodská chalupa na vrchu Hrádek u Újezda, nedaleko Domažlic (2011)
- Chrt
- Jelen u Slavětína (2012)
- Josefína u penzionu U Strašilů v Hluboké (2012)
- Káně u hotelu Horník v lyžařském areálu Tři Studně (2013)
- Kavka u dětského hřiště v Sazomíně (2017)
- Klafar Rak v Račíně (2008)
- Krbový mužíček v osadě Yukon (2007)
- Krkavec v Bítově u restaurace a rozhledny Rumburak (2008)
- Krystal v areálu Berlovy vápenky v Třemošnici (2014)
- Kůň v Hamrech nad Sázavou u jezdeckého klubu Na Ranči (2007)
- Mamlas u Žďáru nad Sázavou (2005)
- Mamut mezi Hamry nad Sázavou a Rozštípenou skálou (2006)
- Pohádkový koník na ranči Ztracená podkova v Dobroníně (2013)
- Rozcestník Dařbucha na hrázi Velkého Dářka (2011)
- Rumburak v Bítově u restaurace a rozhledny Rumburak, nedaleko sochy Krkavce (2013)
- Slon v Sázavě (2012)
- Strom v Poděšíně (2010)
- Stromový mužík u penzionu U Stromového mužíka ve Studenci (2016)
- Sv. Florián na fasádě budovy hasičské zbrojnice SDH Nové Město na Moravě (2010)
- Veles u restaurace Rybí dům v Chotěbuzi (2012)
- Výr v osadě Yukon u Sykovce (2006)
- Zběhlík u rodinného penzionu U Zběhlíka v Čisté (2012)
- Zubr v Bystřici nad Pernštejnem (2015)
- Žába v Tršicích u Olomouce (2009)
- Žába – pítko na nábřeží Říčky ve Šlapanicích (2014)
- Želva u kostela Navštívení Panny Marie v Obyčtově (2010)

Přehled soch (chronologicky):

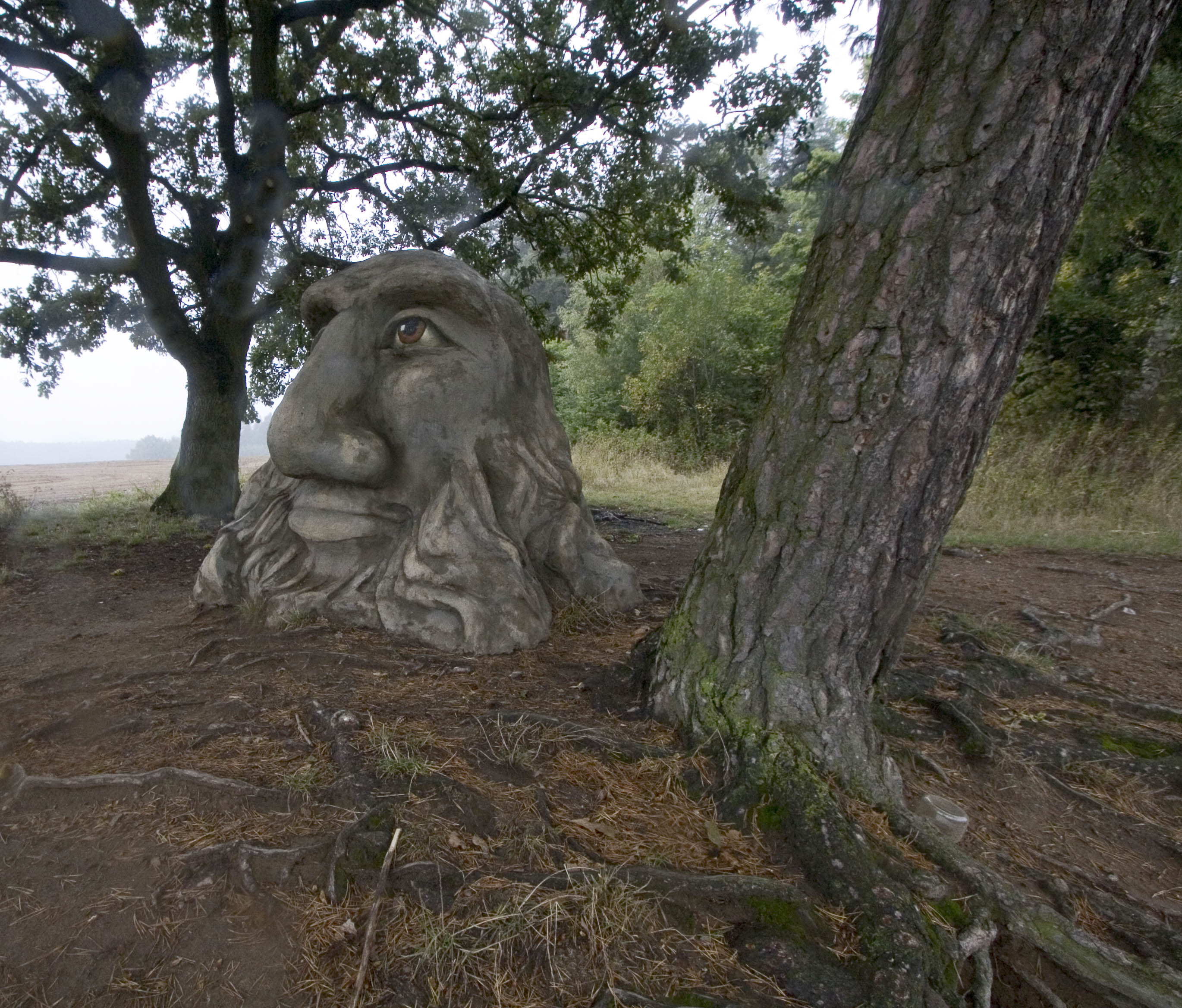
Mamlas (2005)
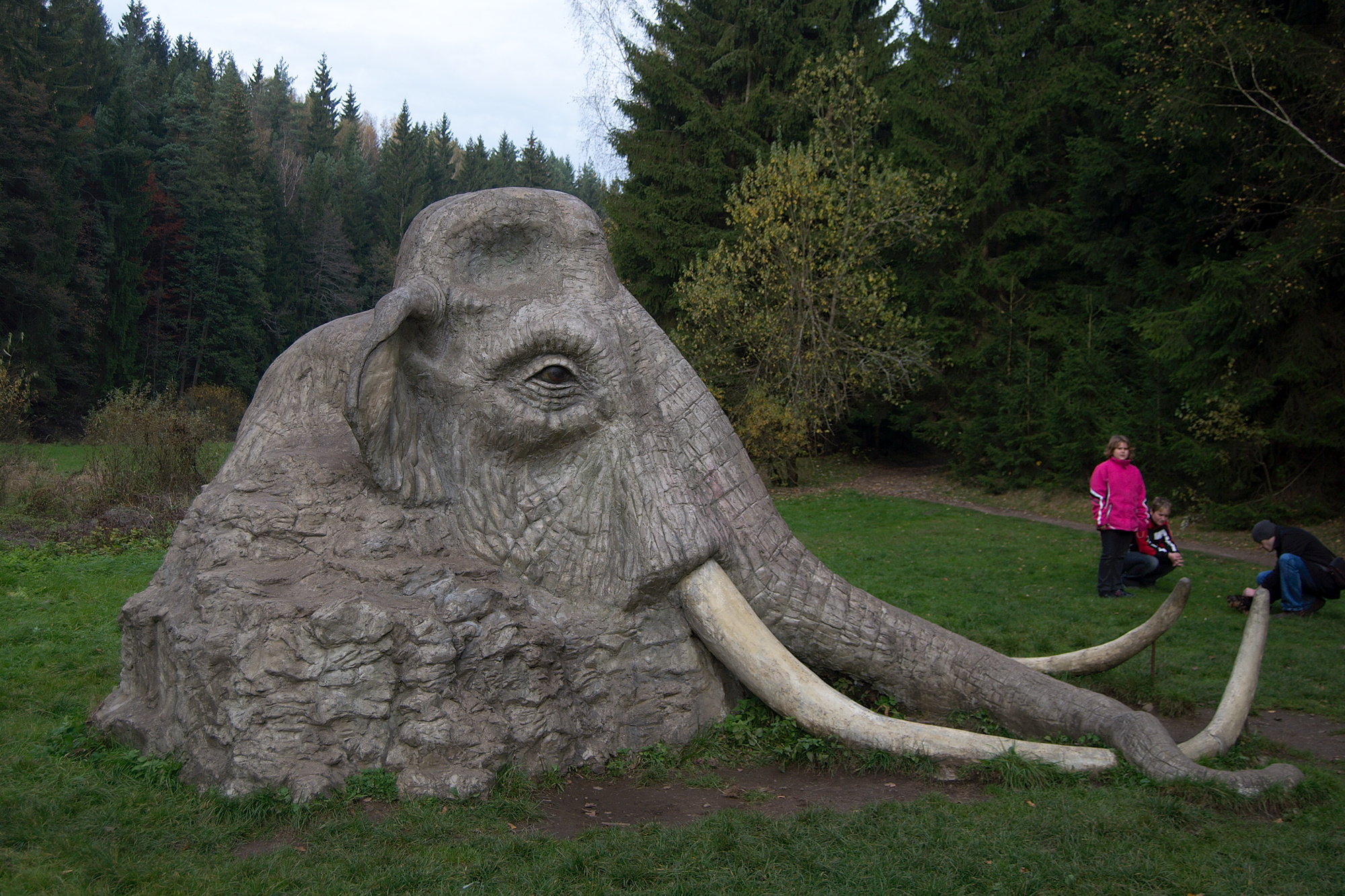
Mamut (2006)
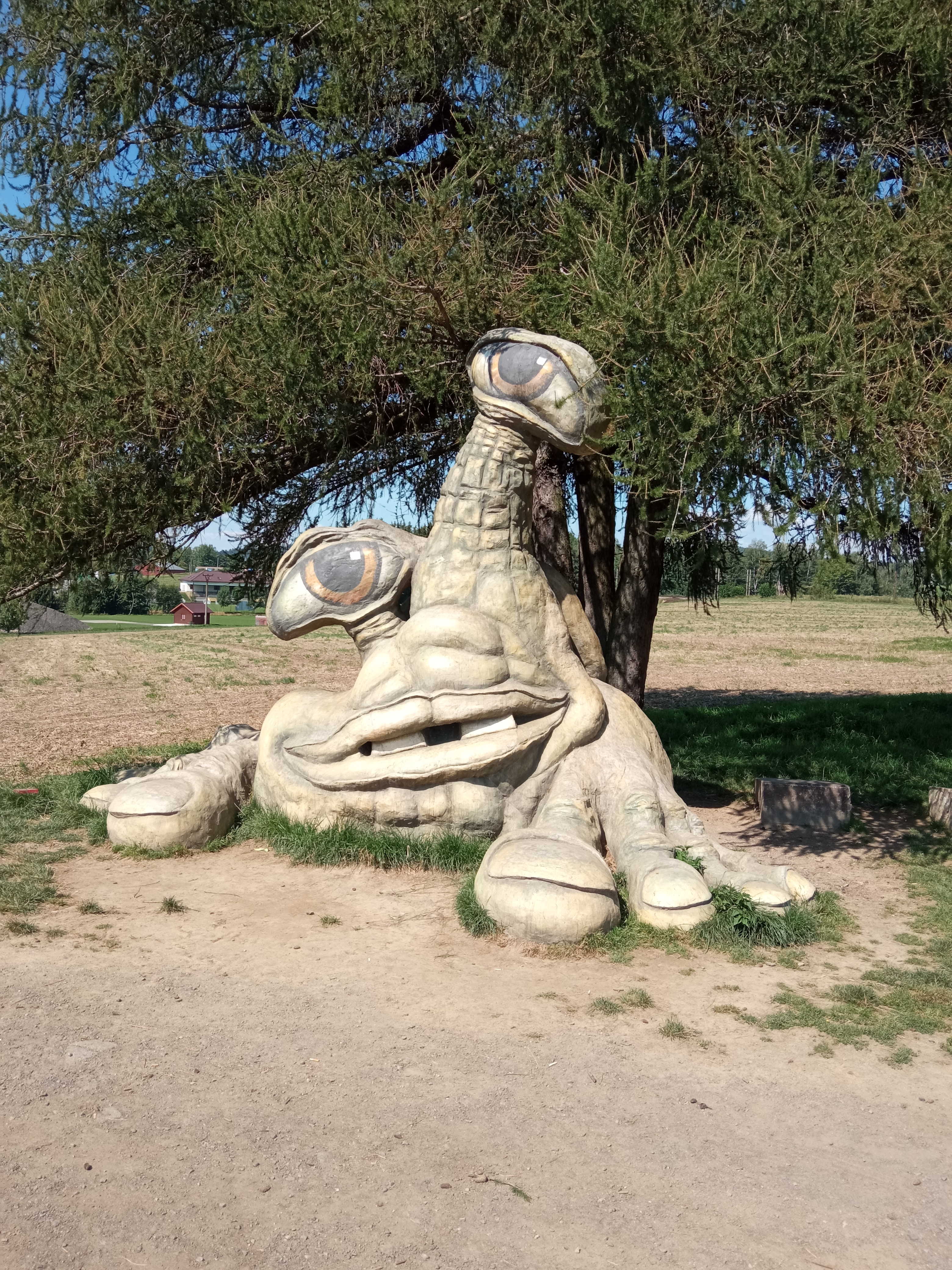
Hamroň (2007)
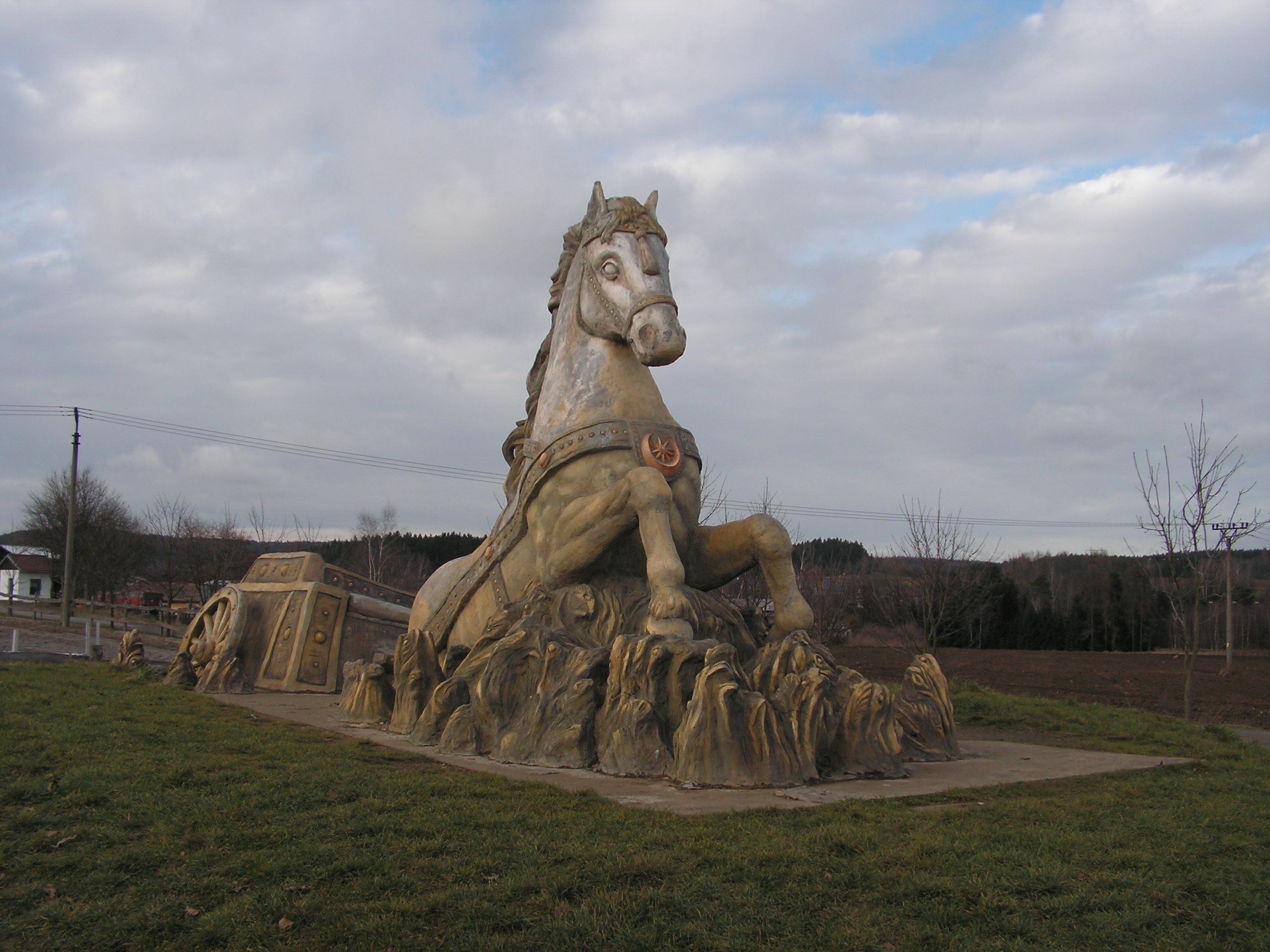
Kůň (2007)
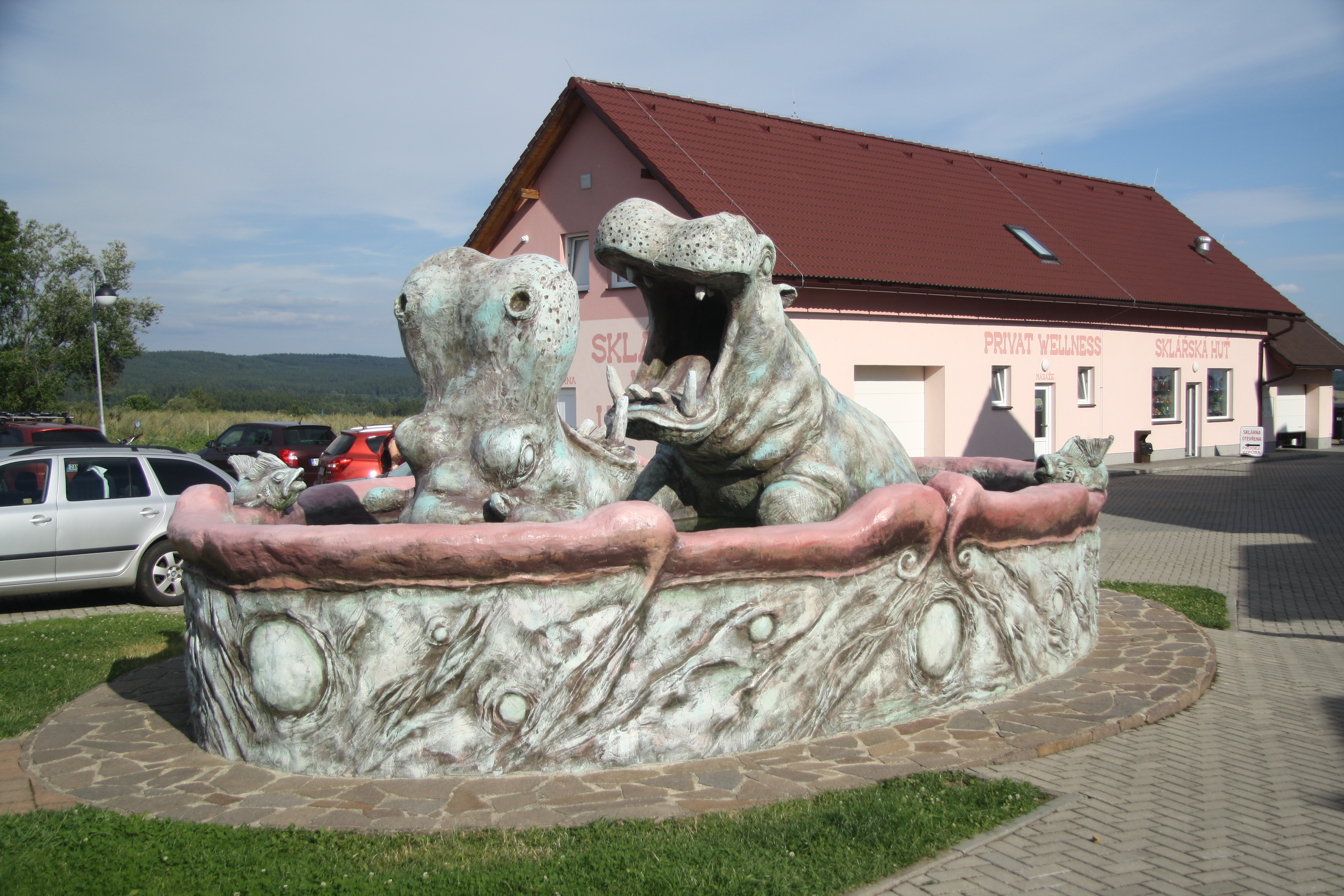
Hroši (2008)
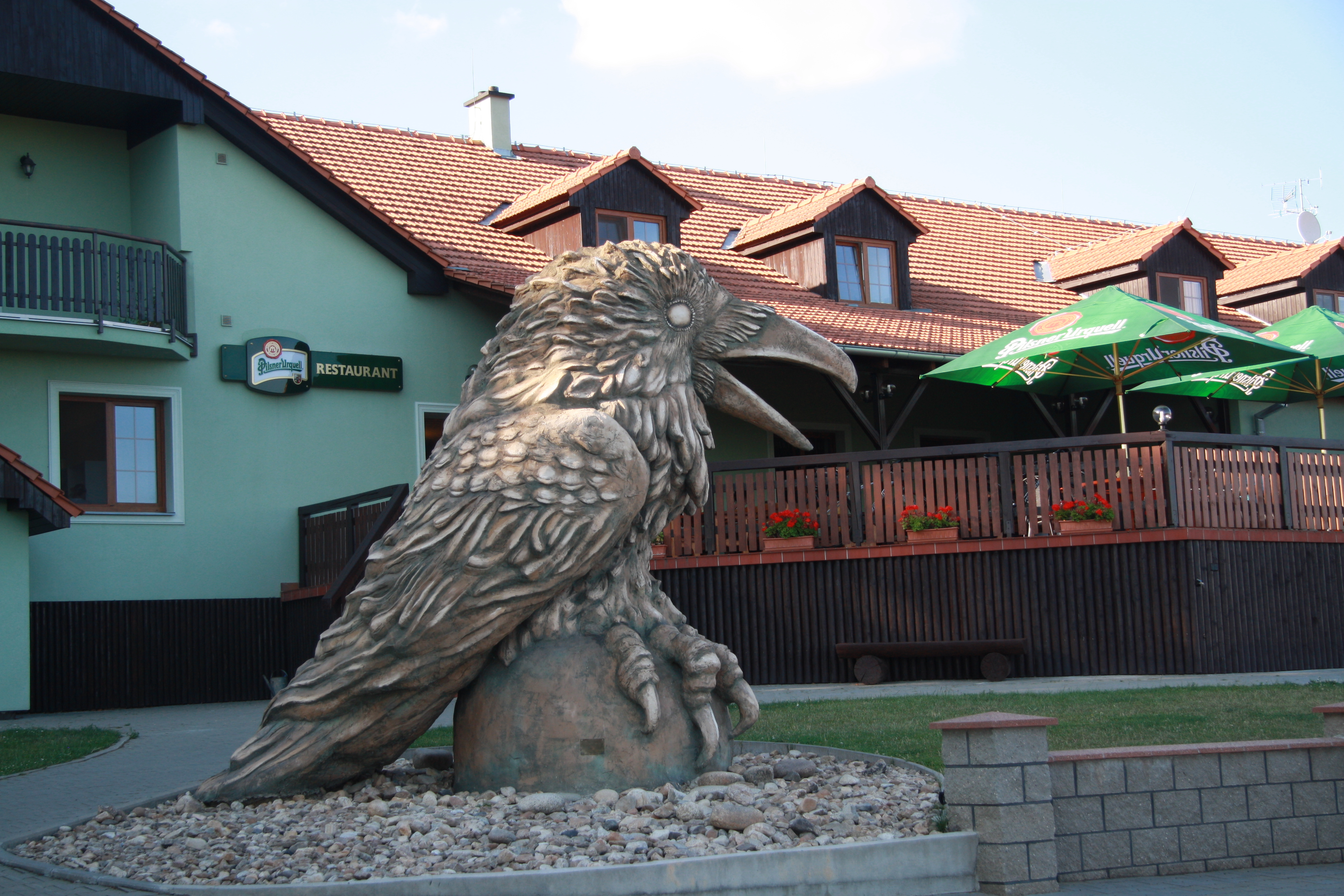
Krkavec (2008)
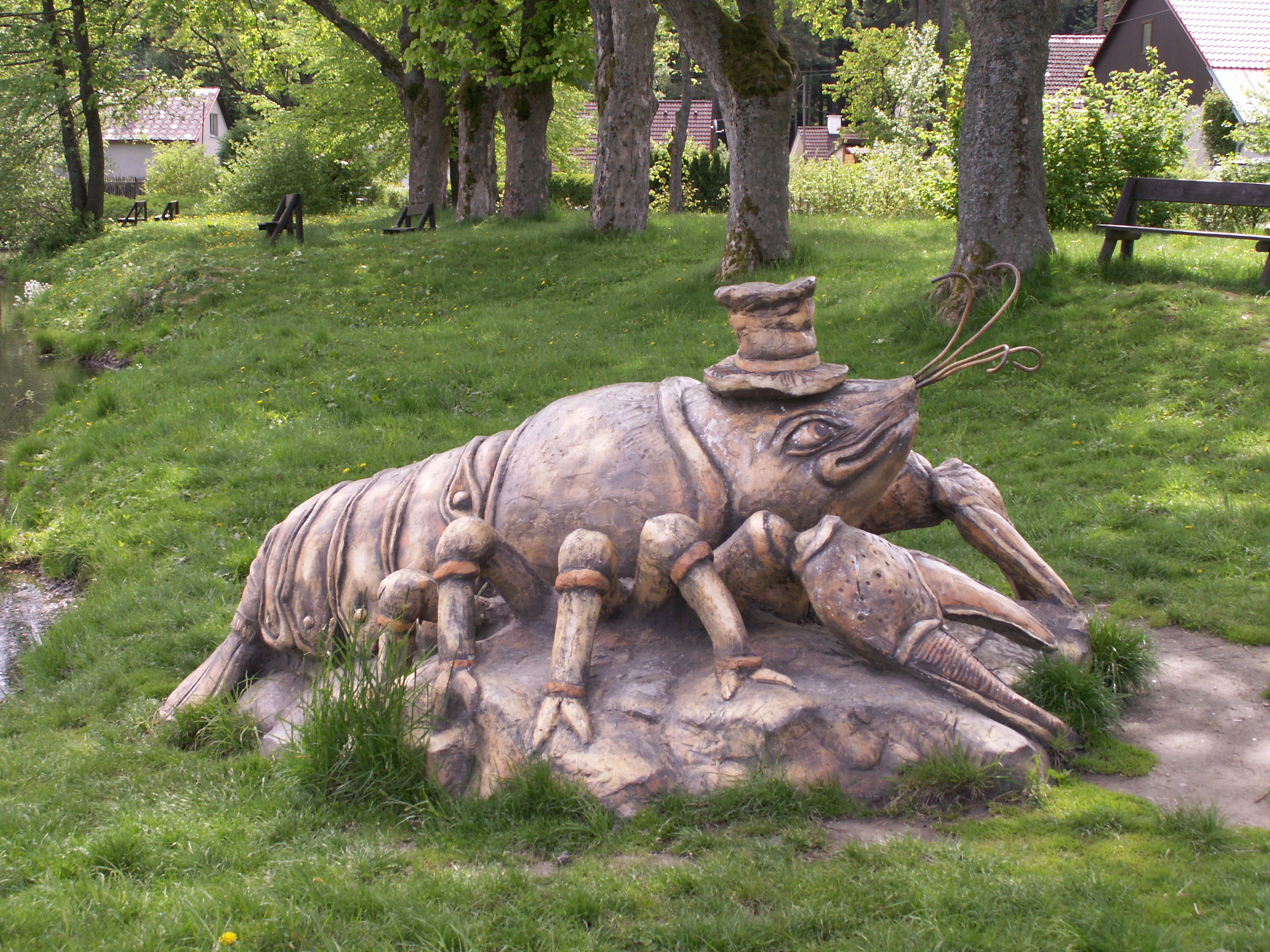
Rak (2008)
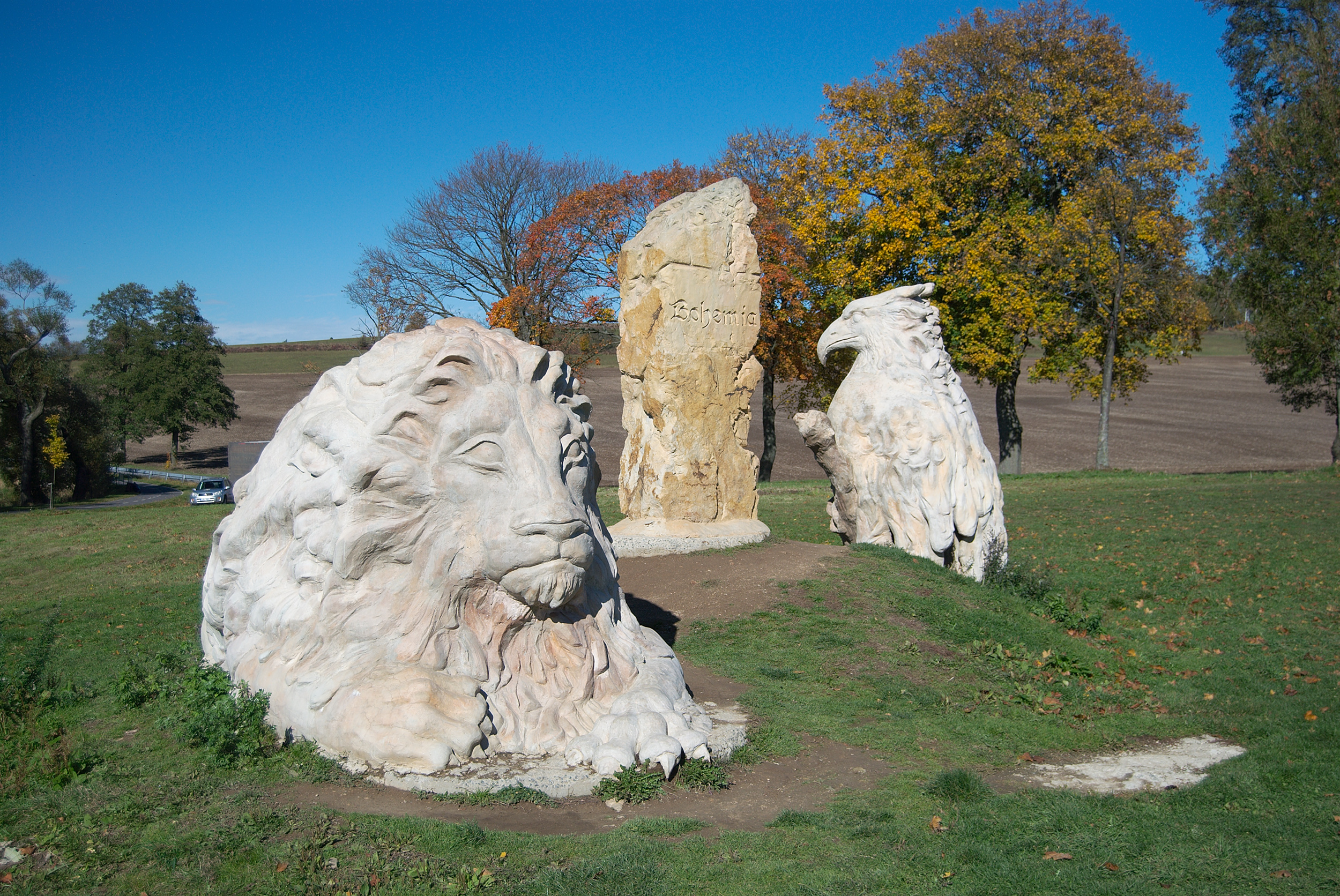
Hraniční kámen (2009)
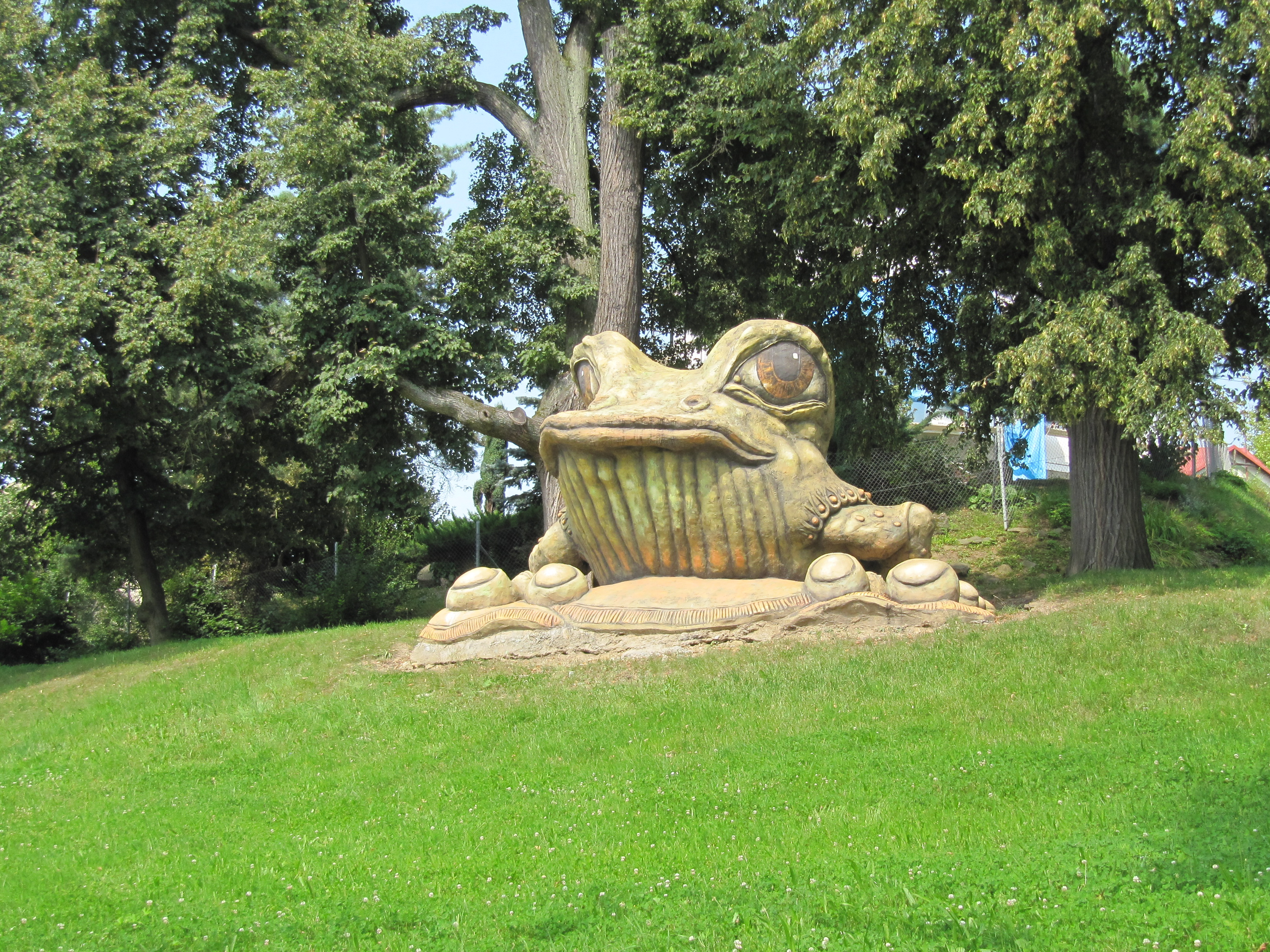
Žába (2009)
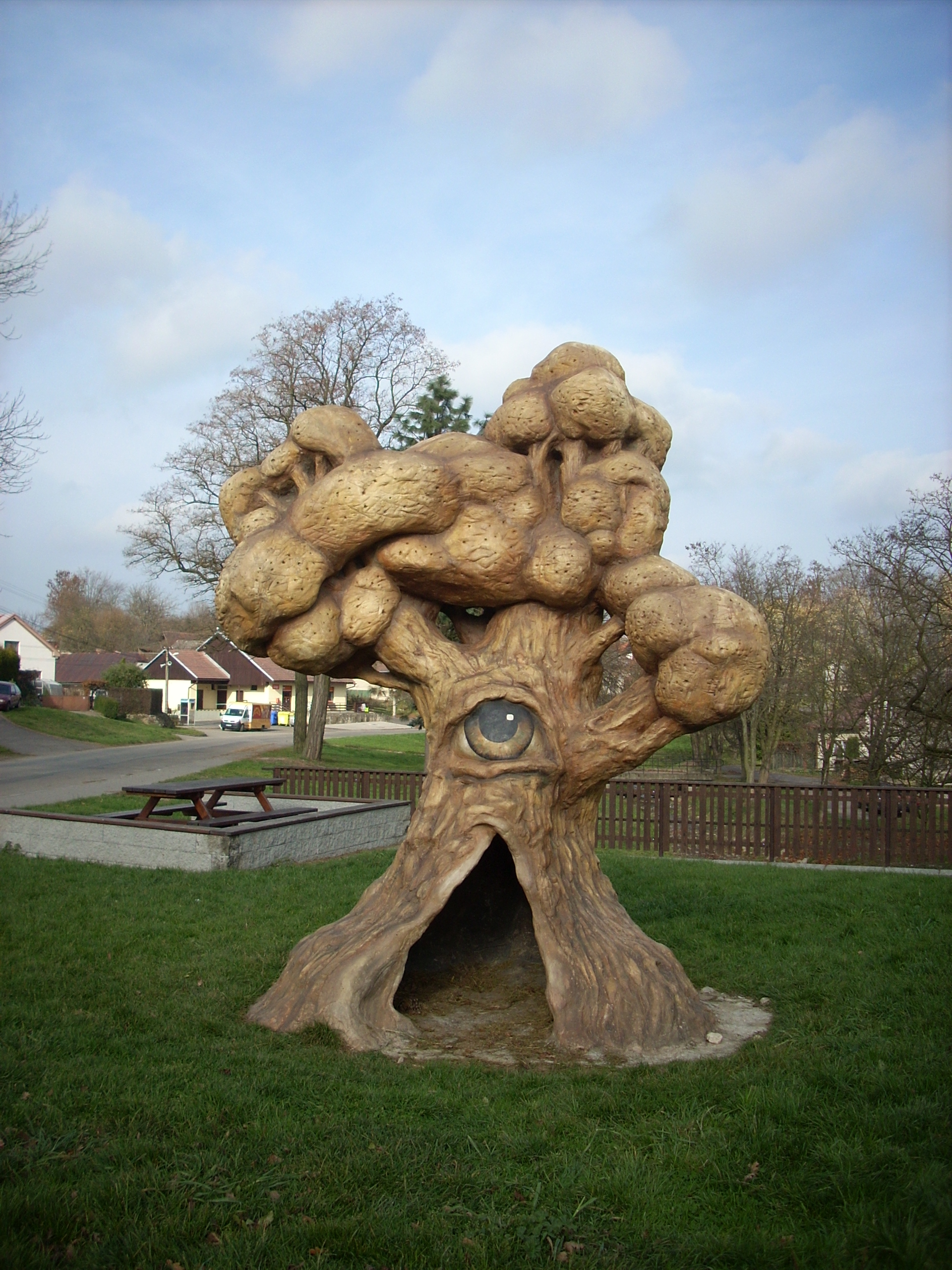
Strom (2010)
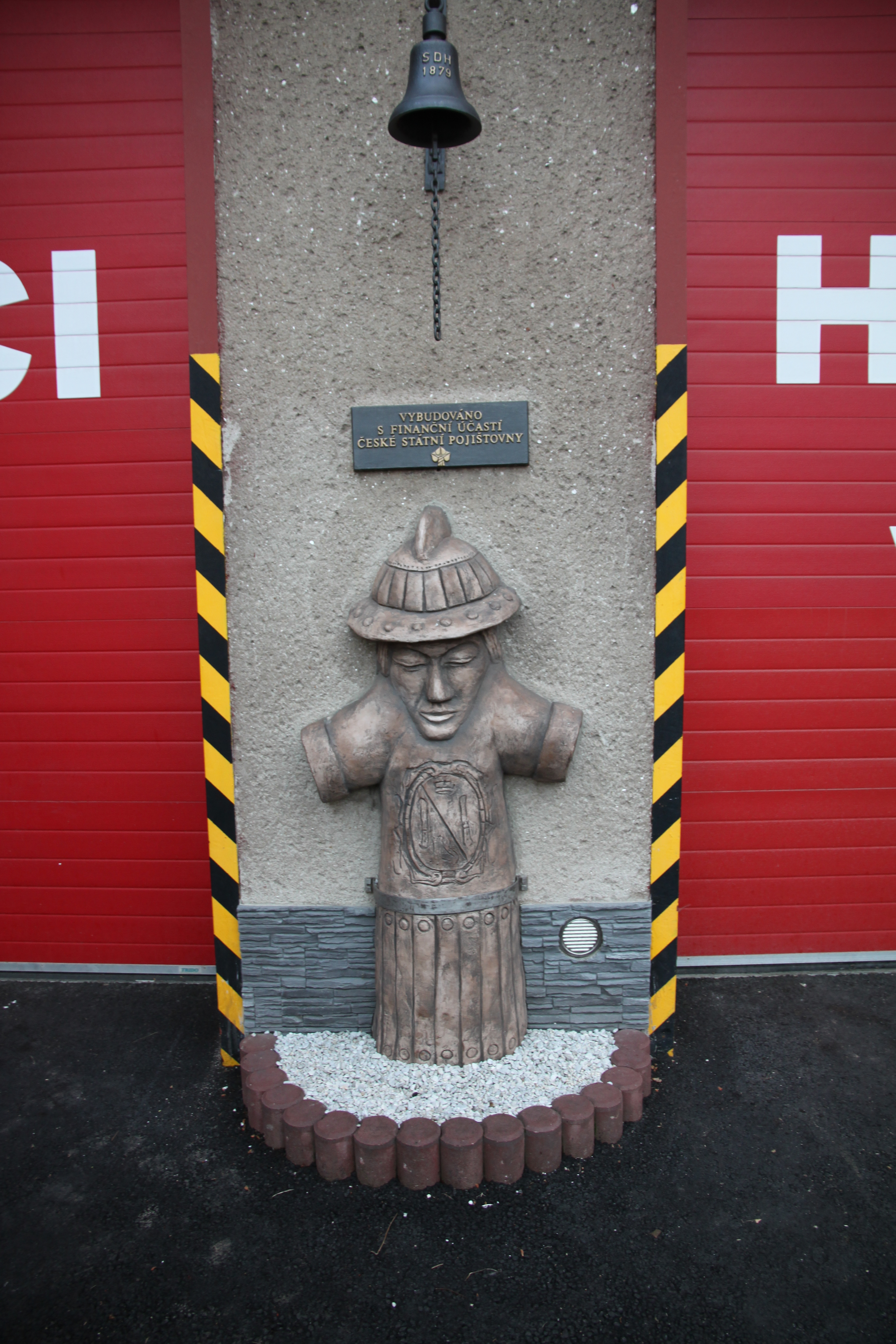
Svatý Florián (2010)
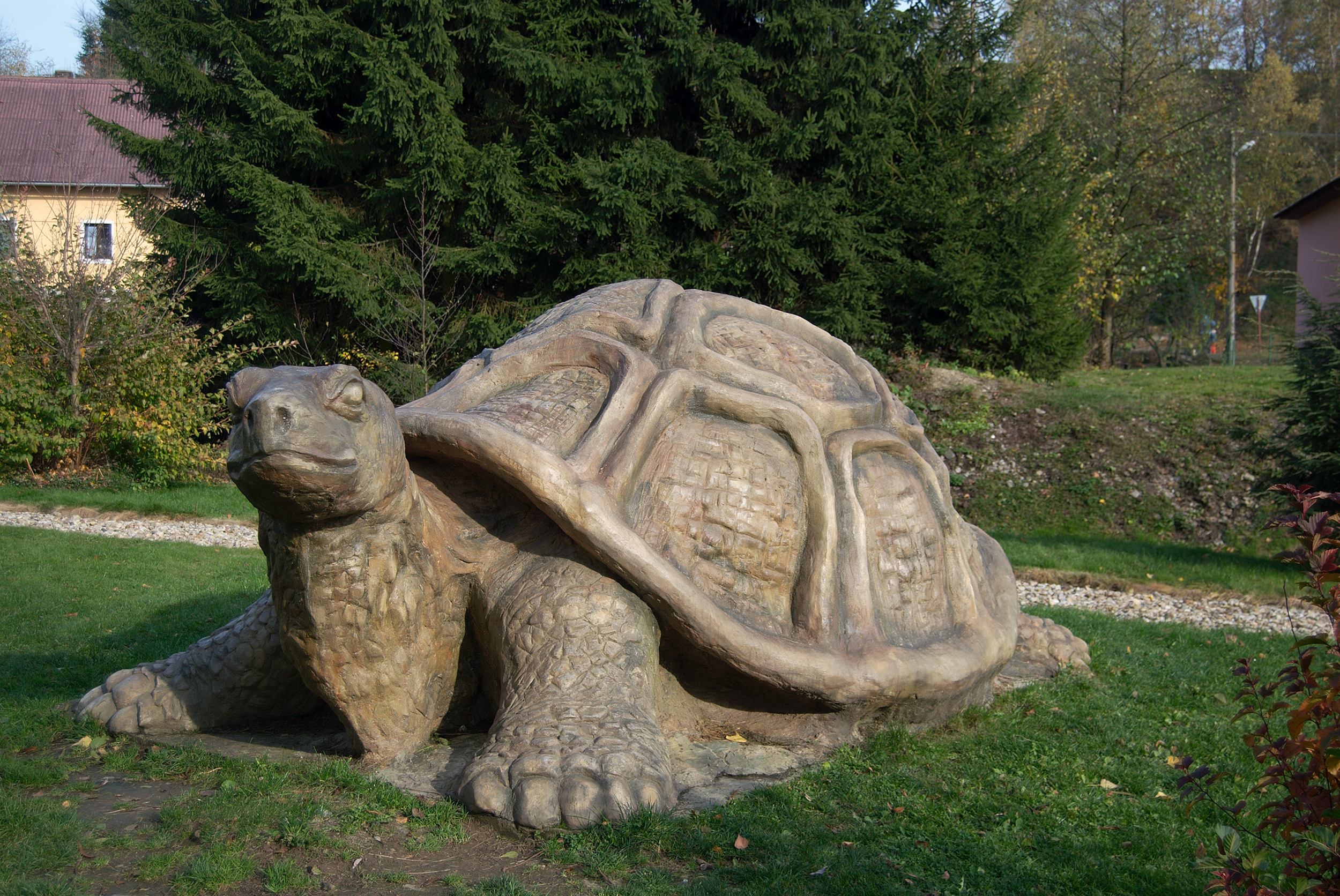
Želva (2010)
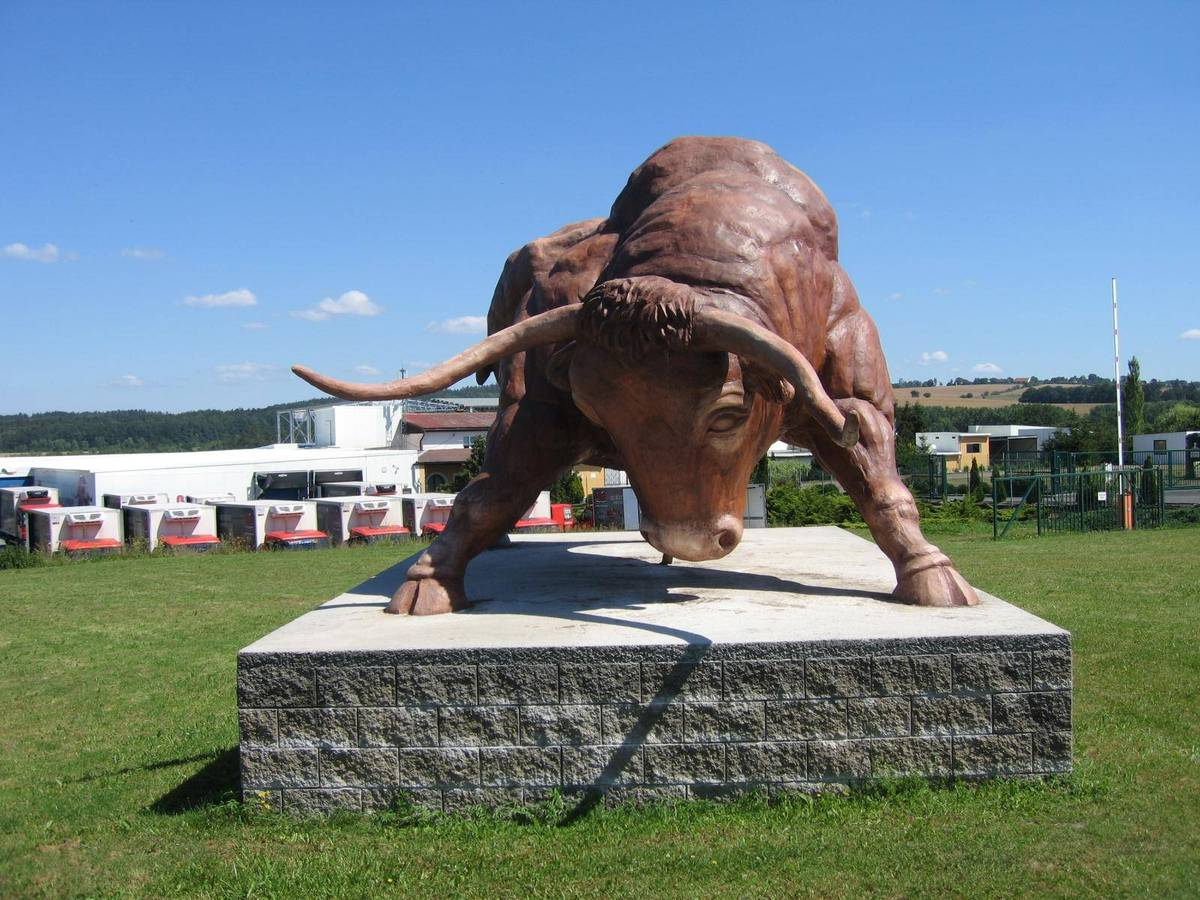
Býk (2011)
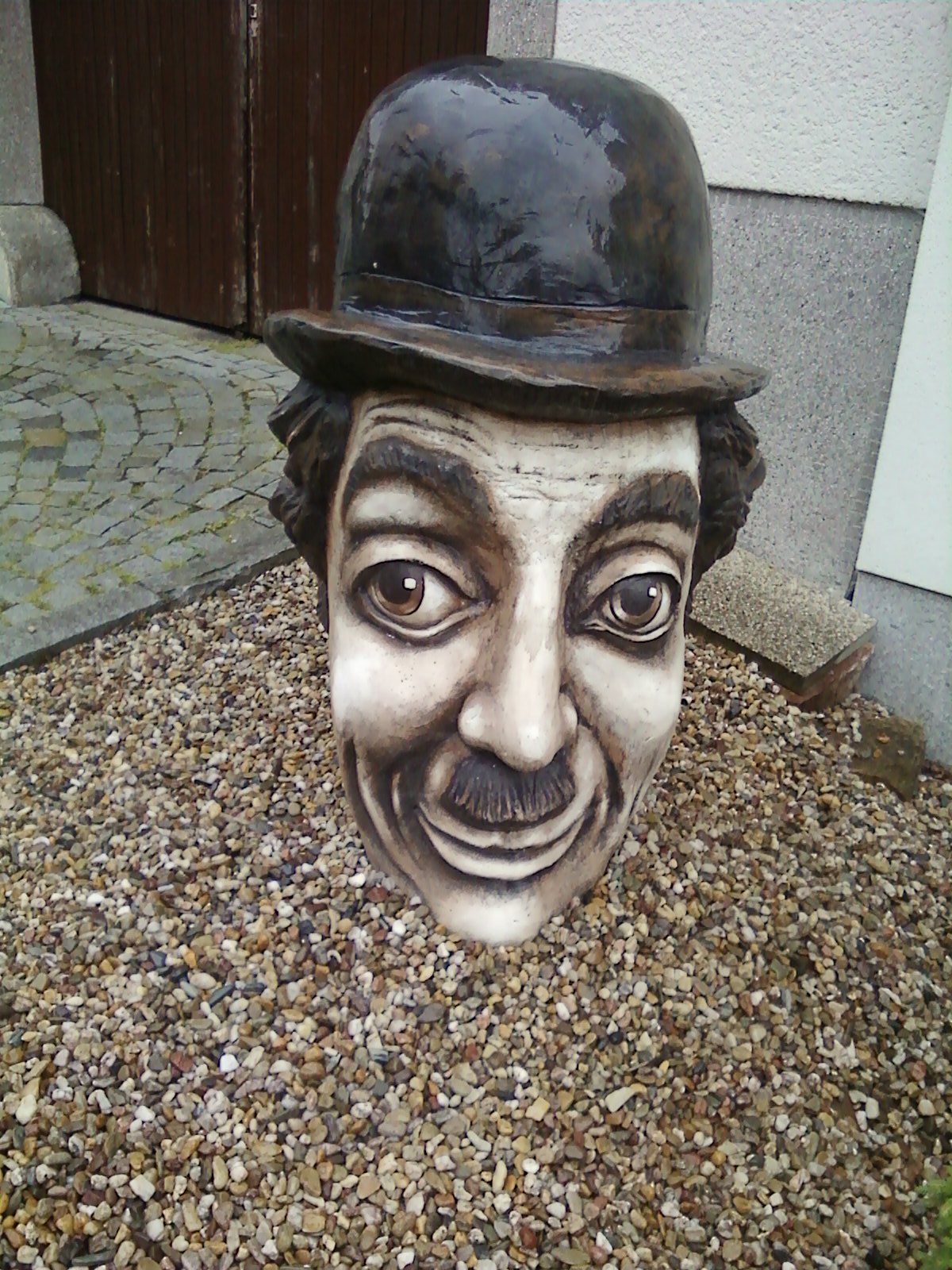
Charlie Chaplin (2011)
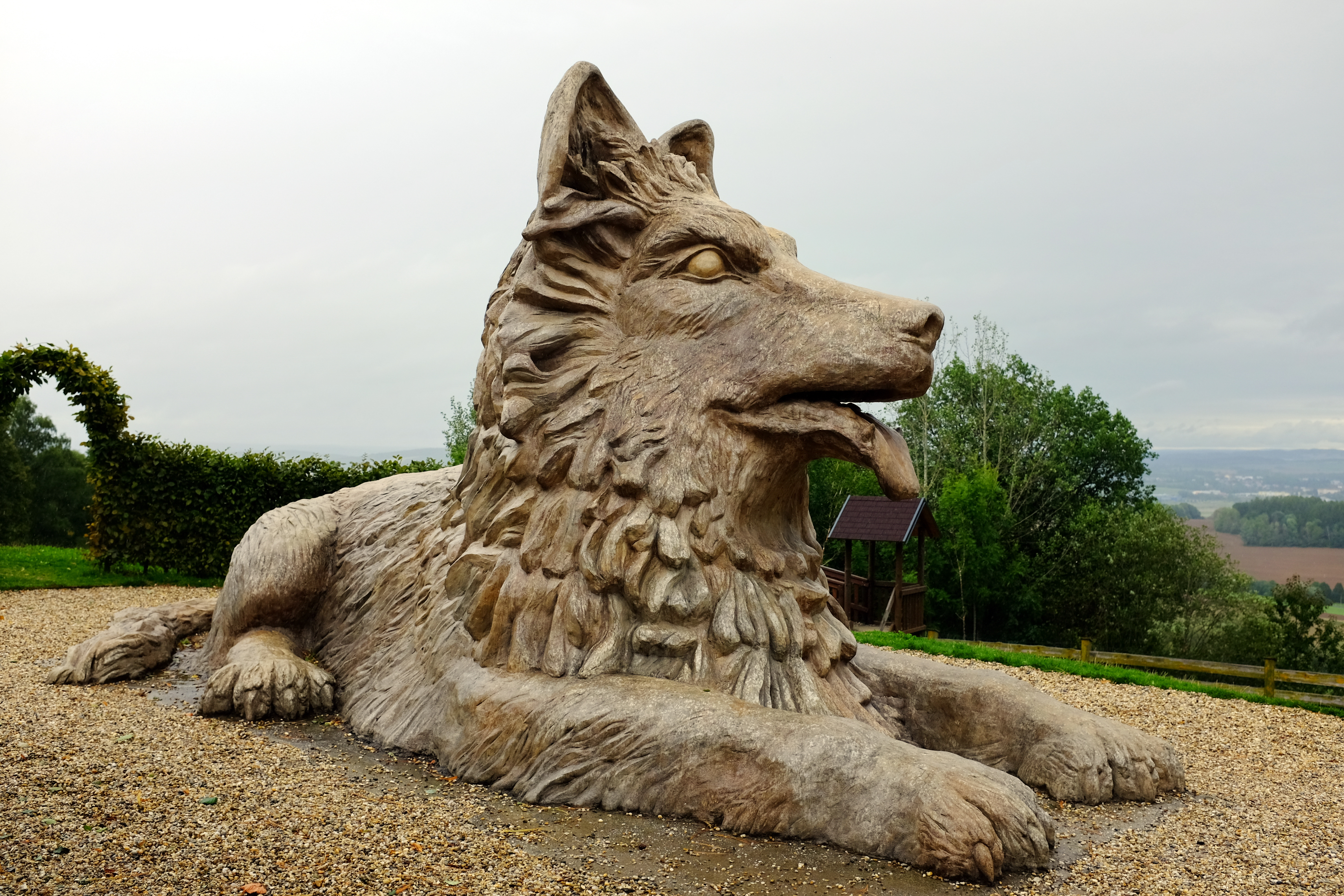
Chodský pes (2011)
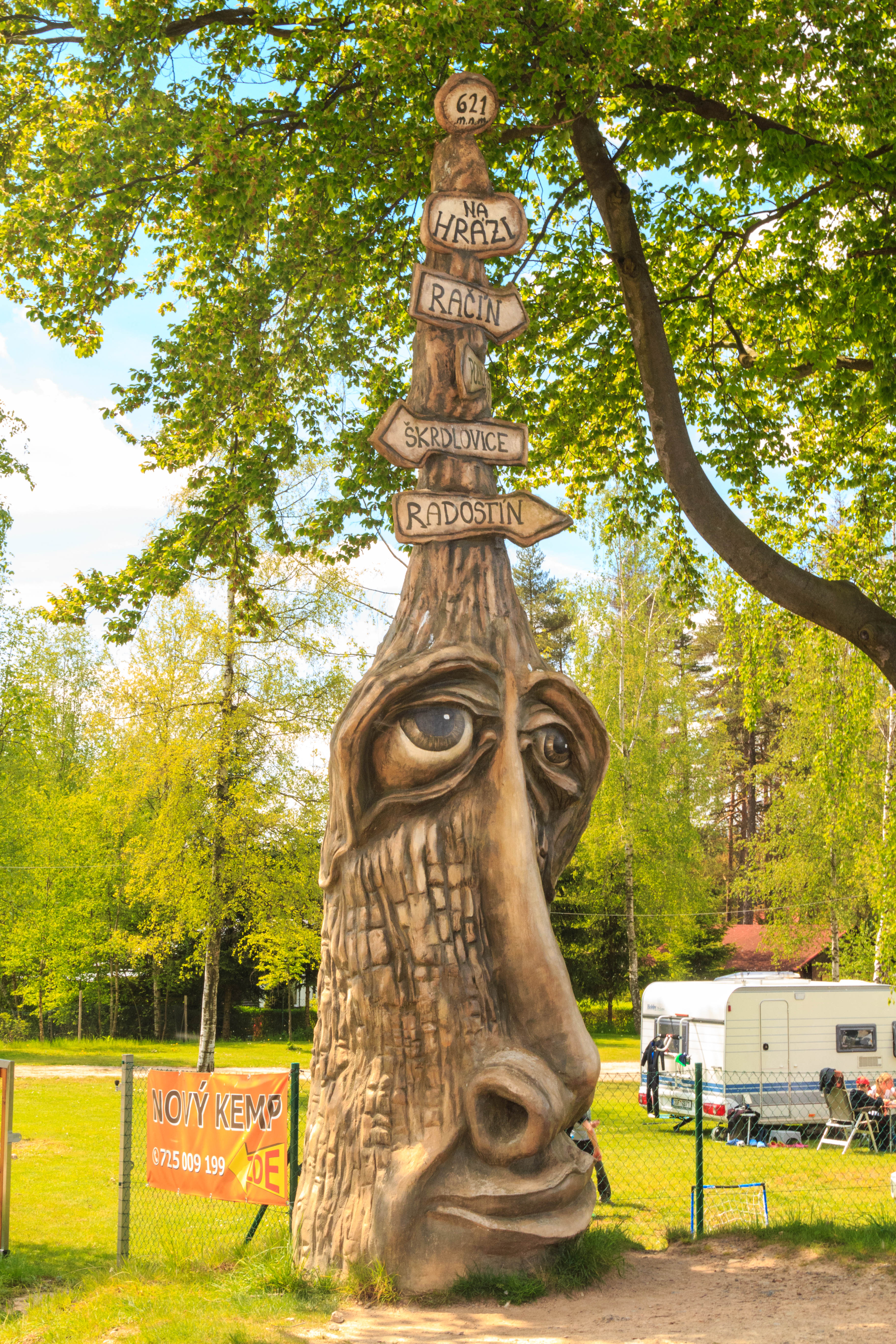
Rozcestník Dařbucha (2011)
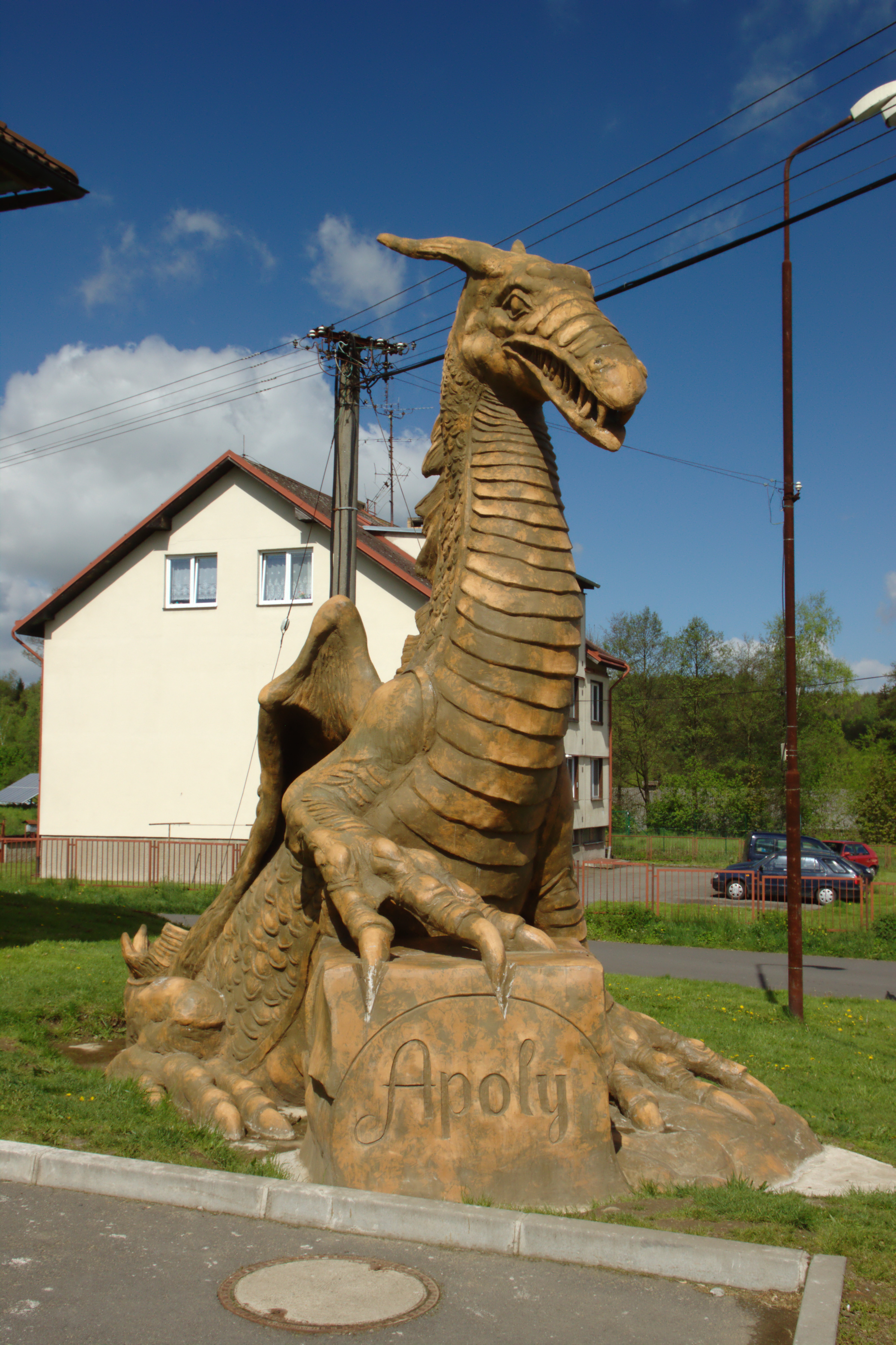
Drak (2012)
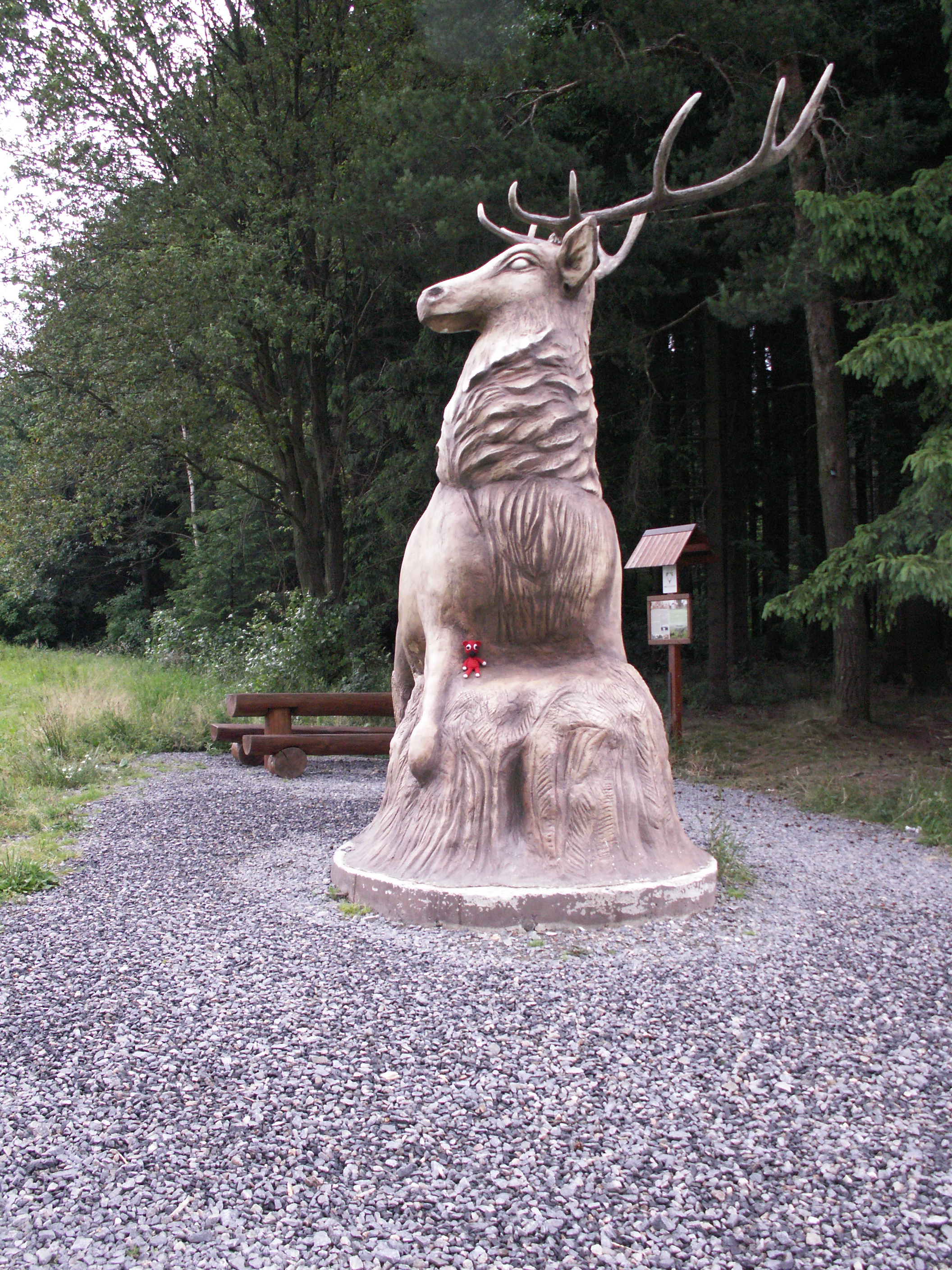
Jelen (2012)
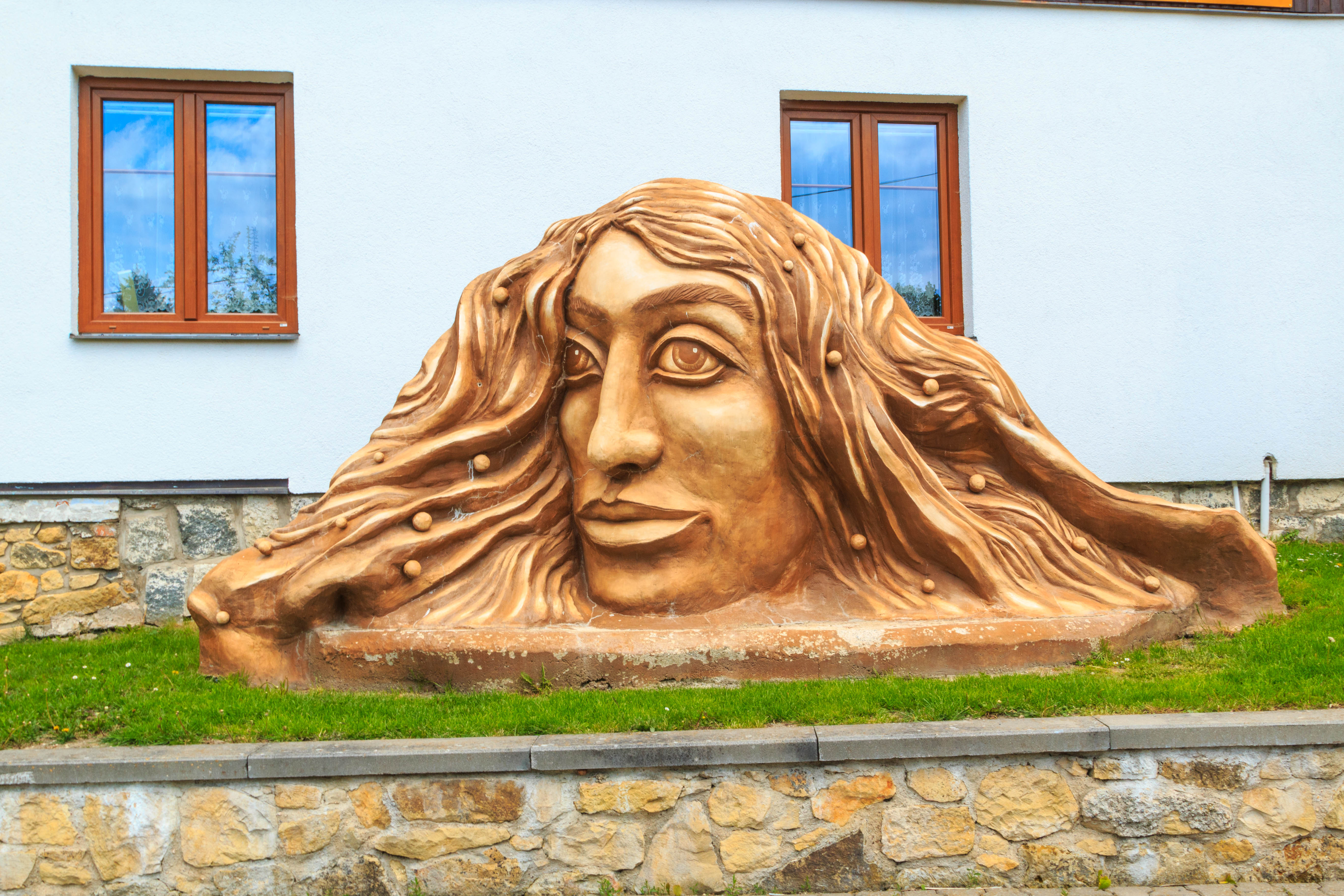
Josefína (2012)
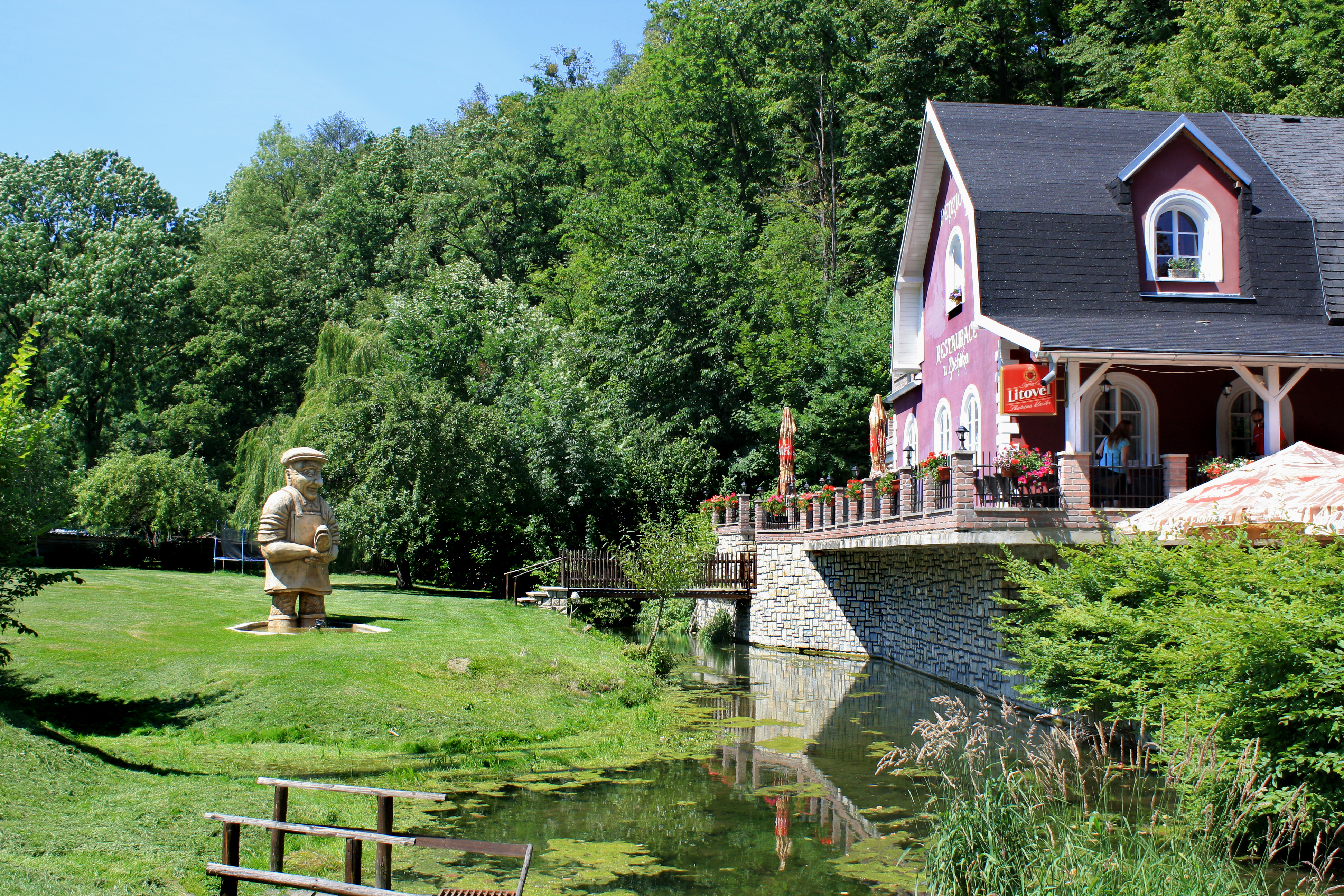
Zběhlík (2012)
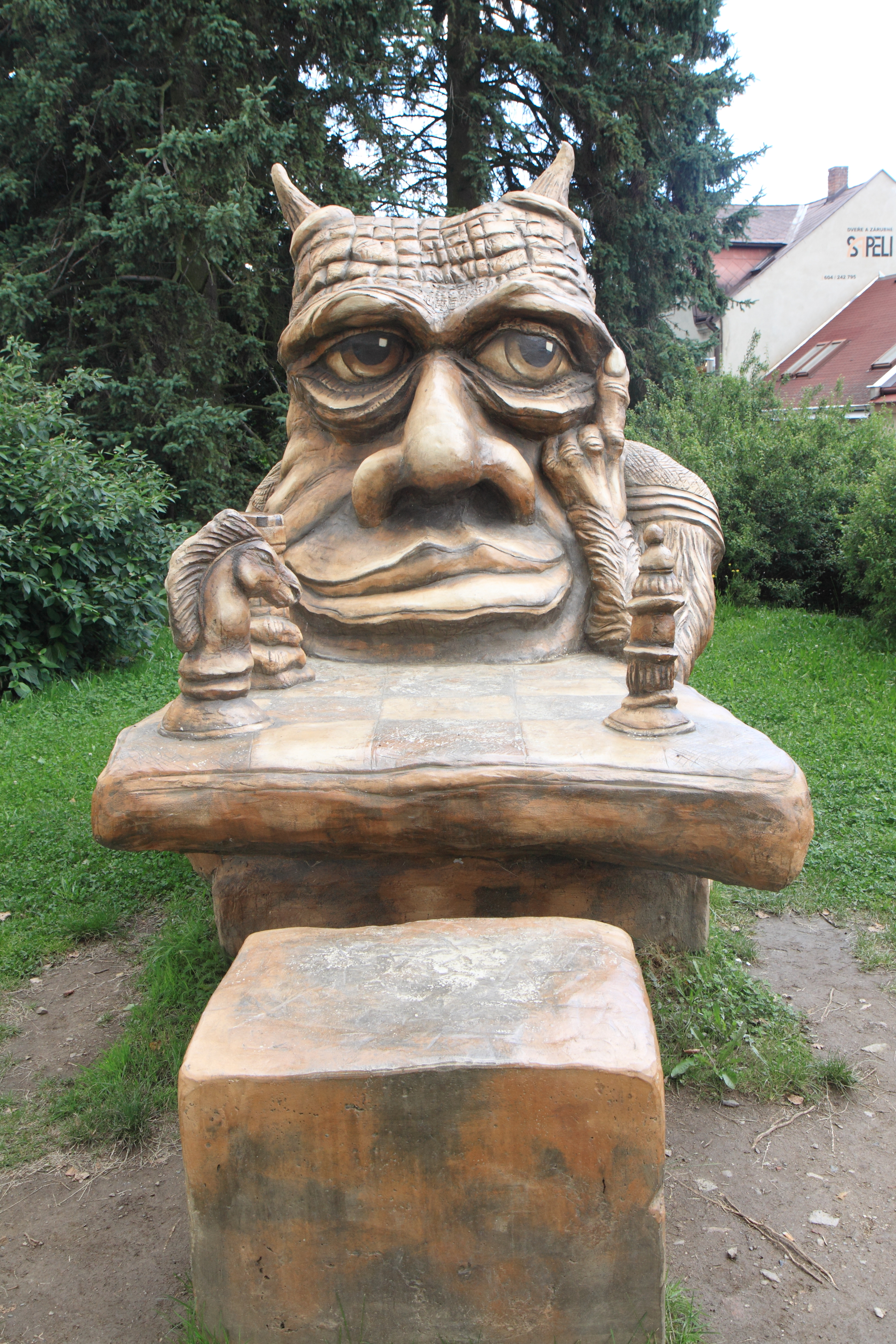
Čertův stolek (2013)
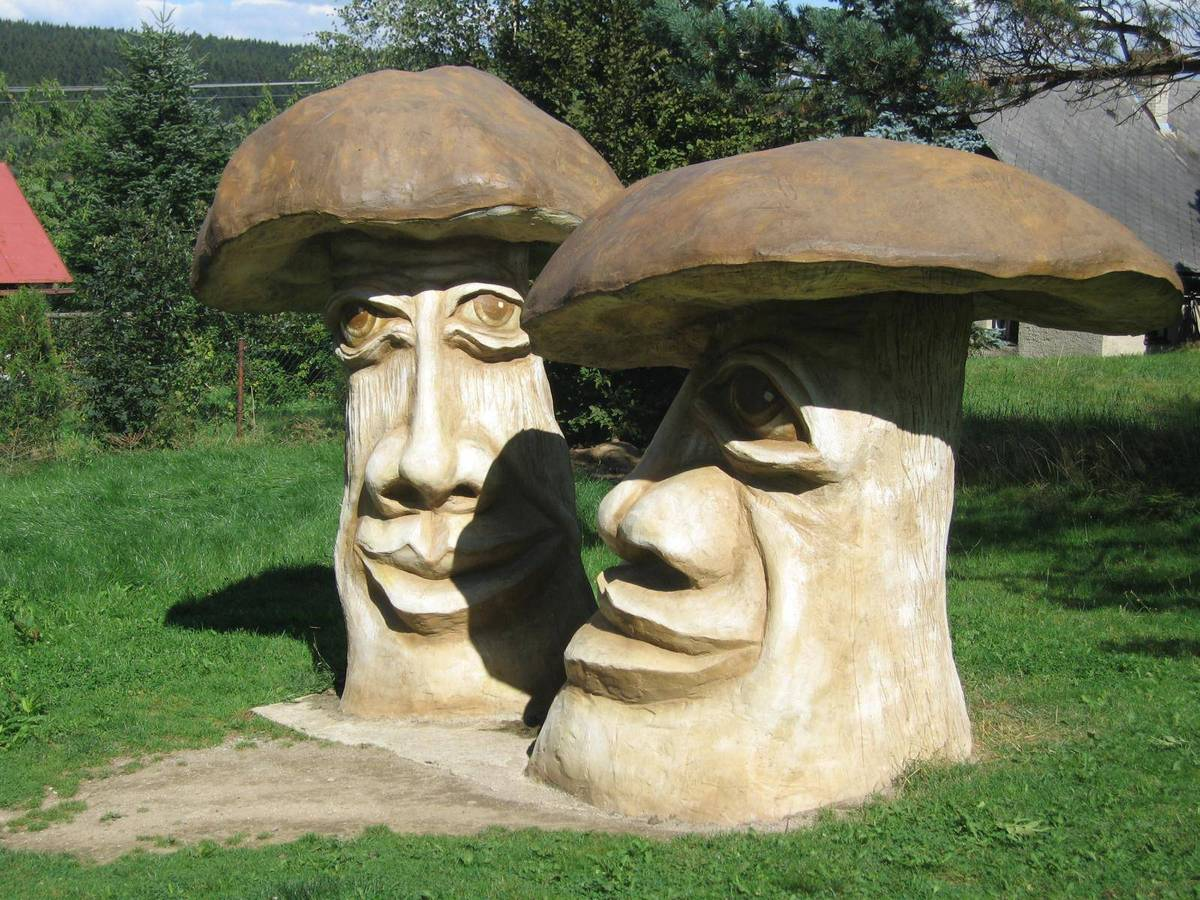
Houby (2013)
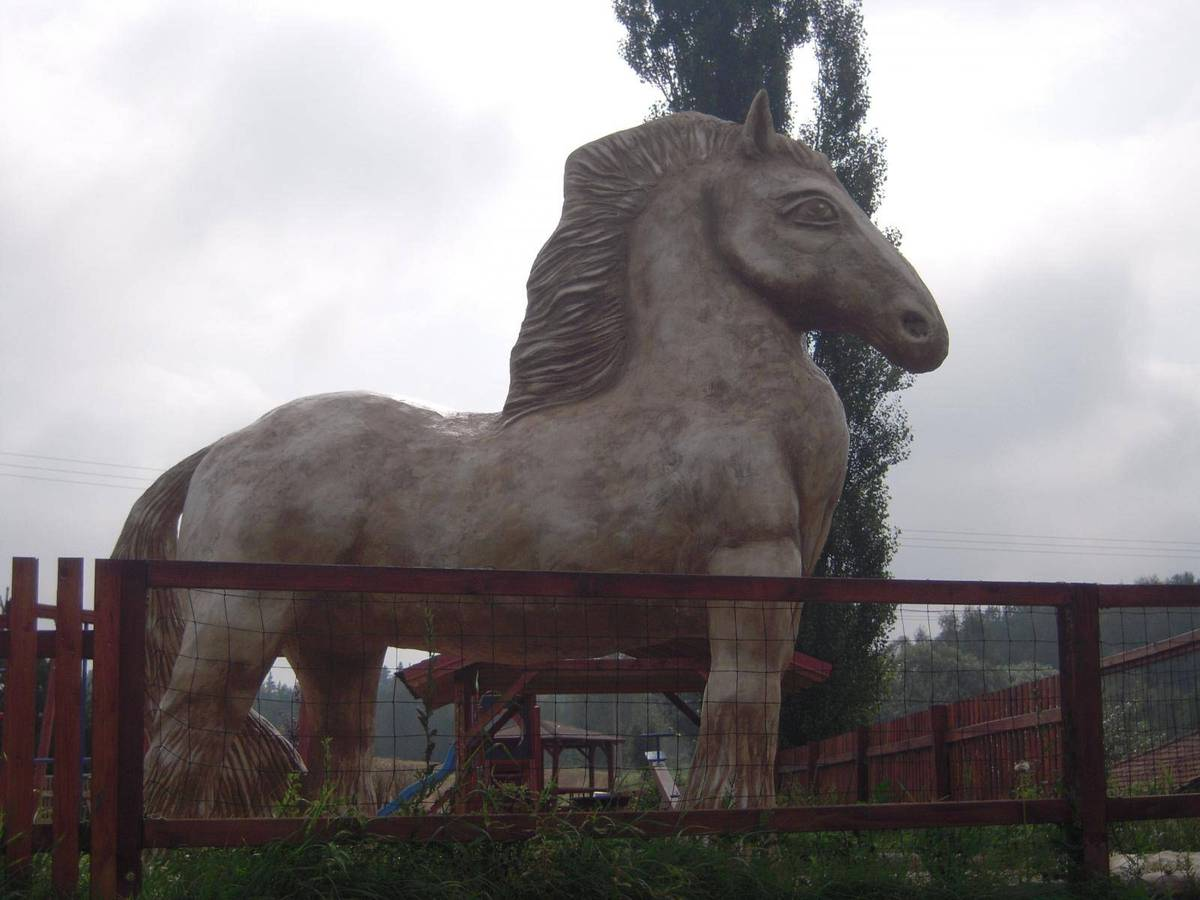
Pohádkový koník (2013)
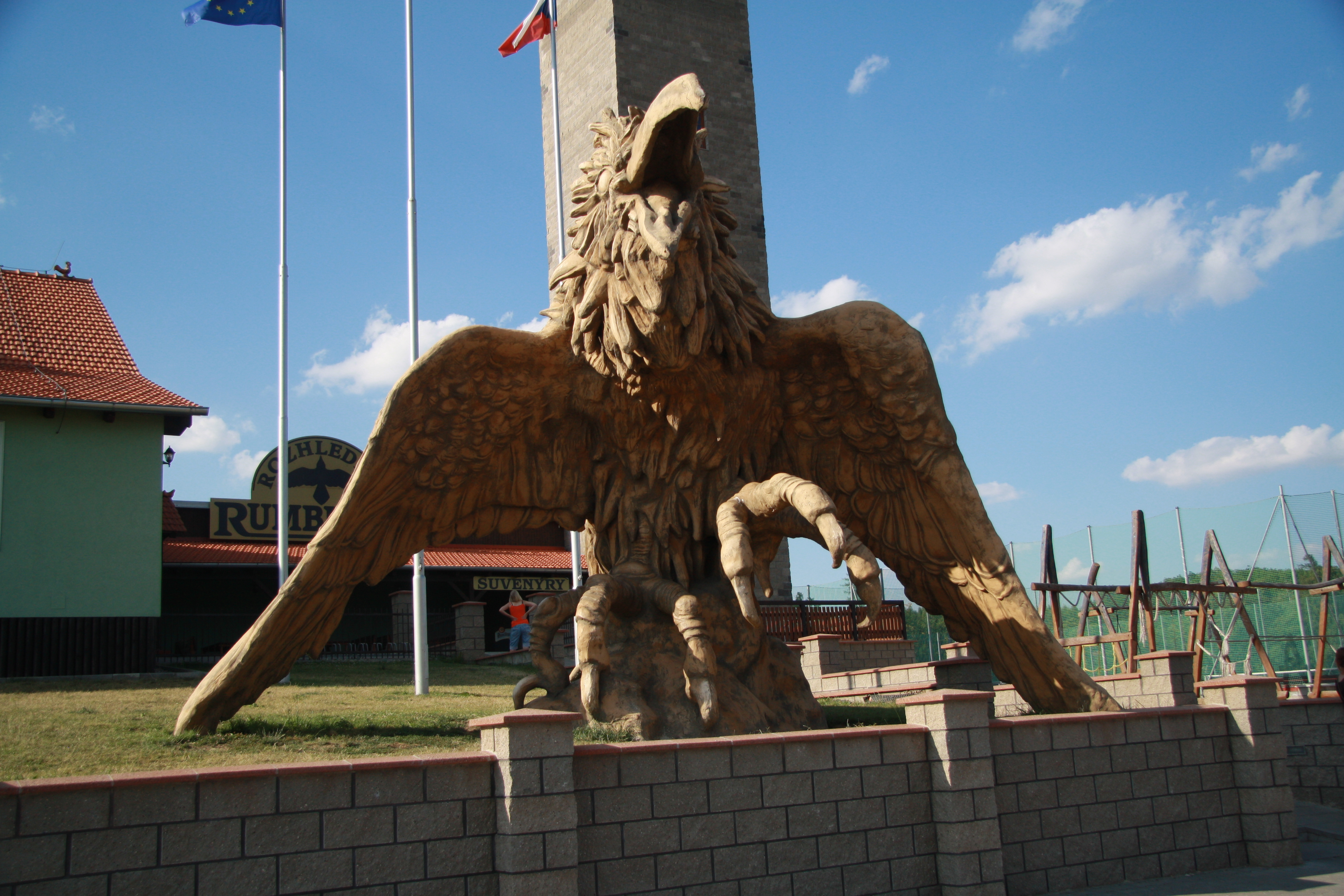
Rumburak (2013)
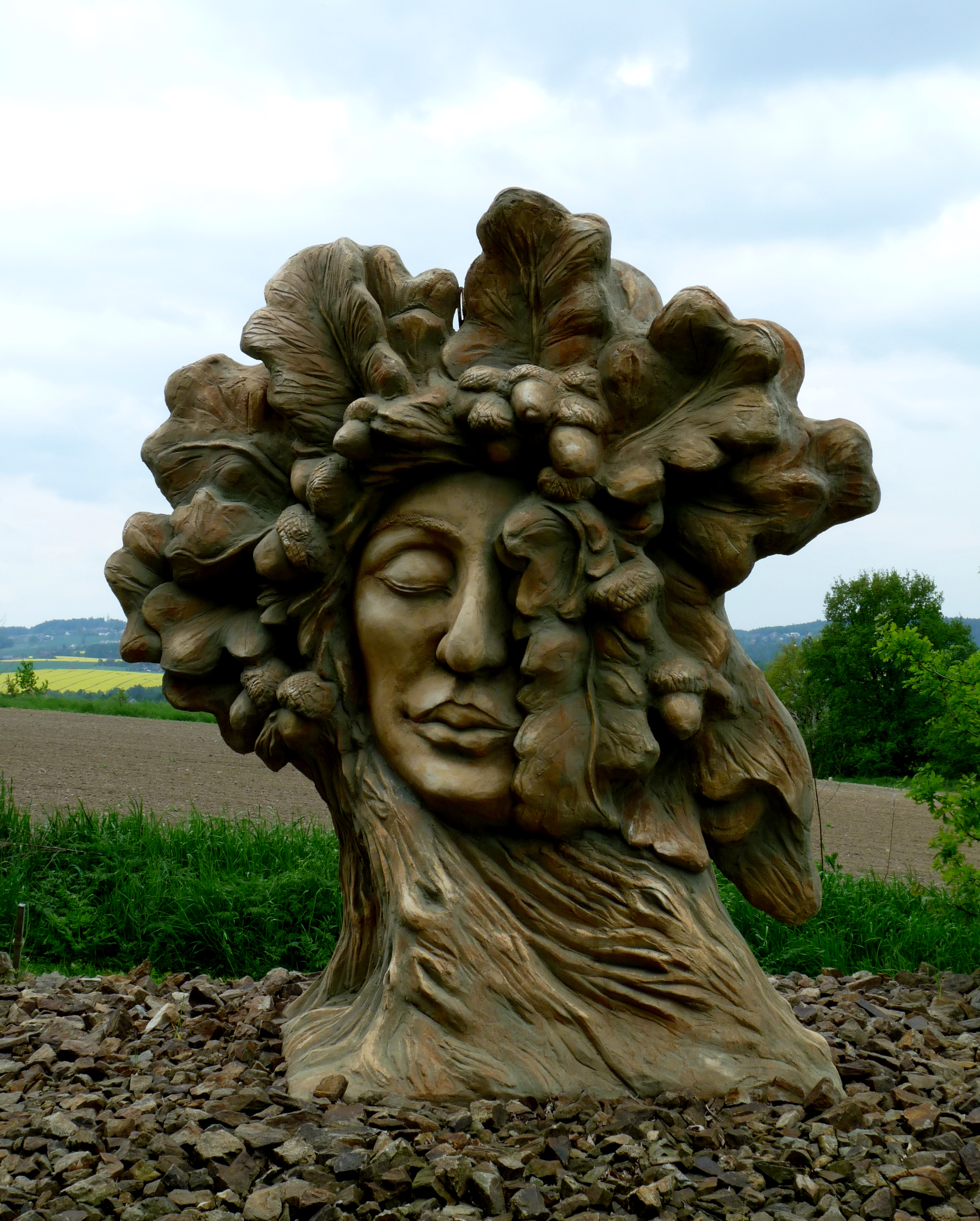
Duběnka (2014)
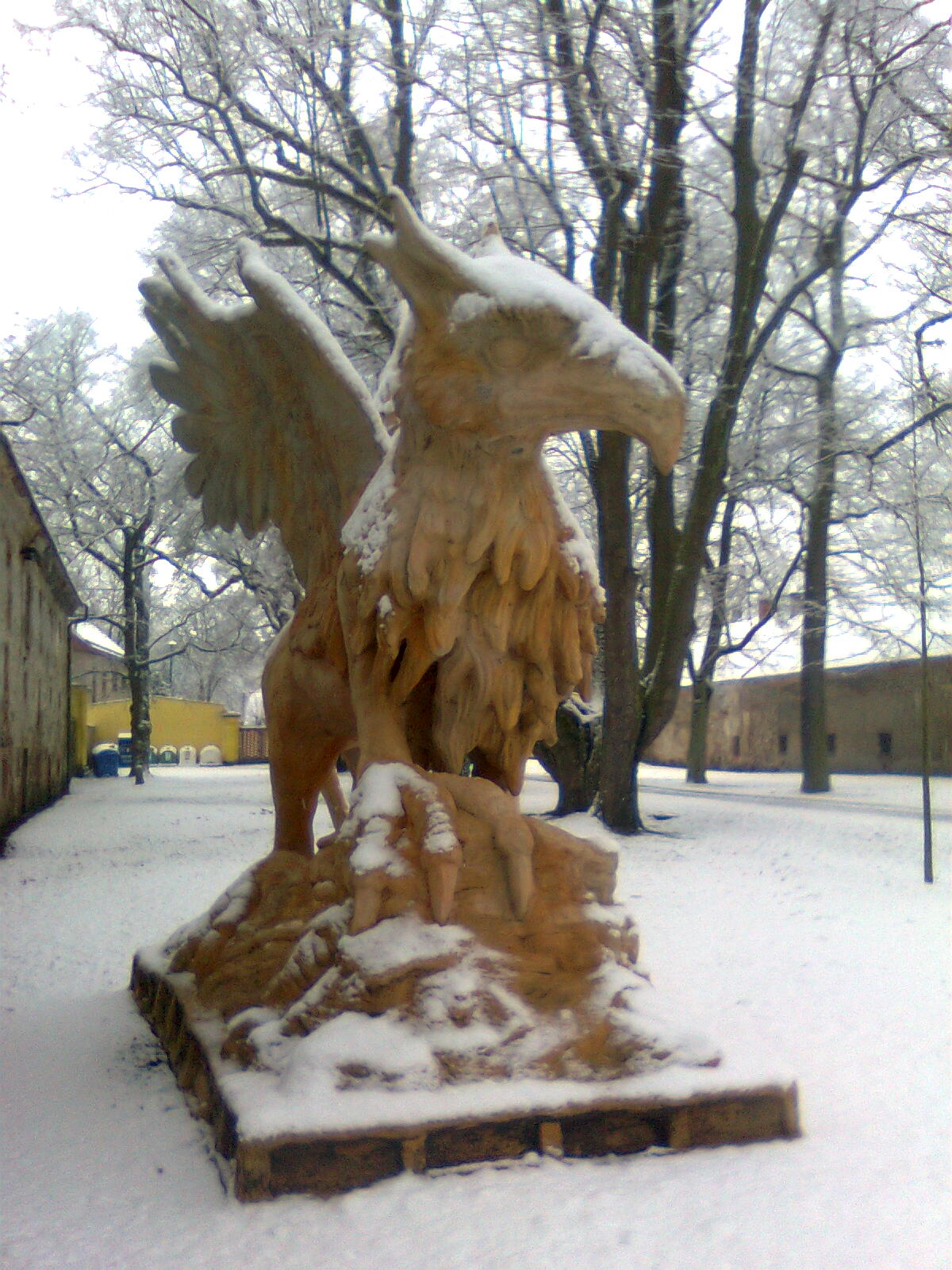
Gryf (2014)
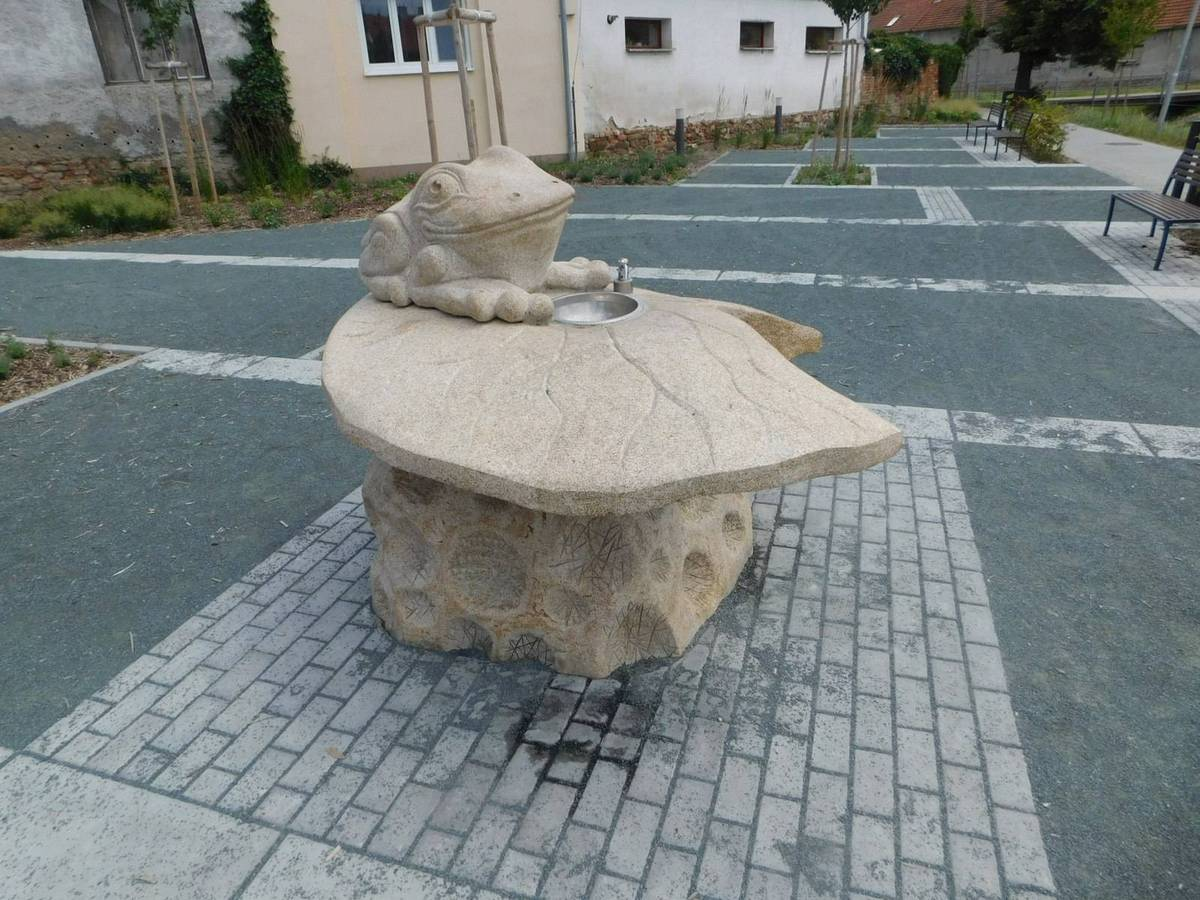
Žába–pítko (2014)
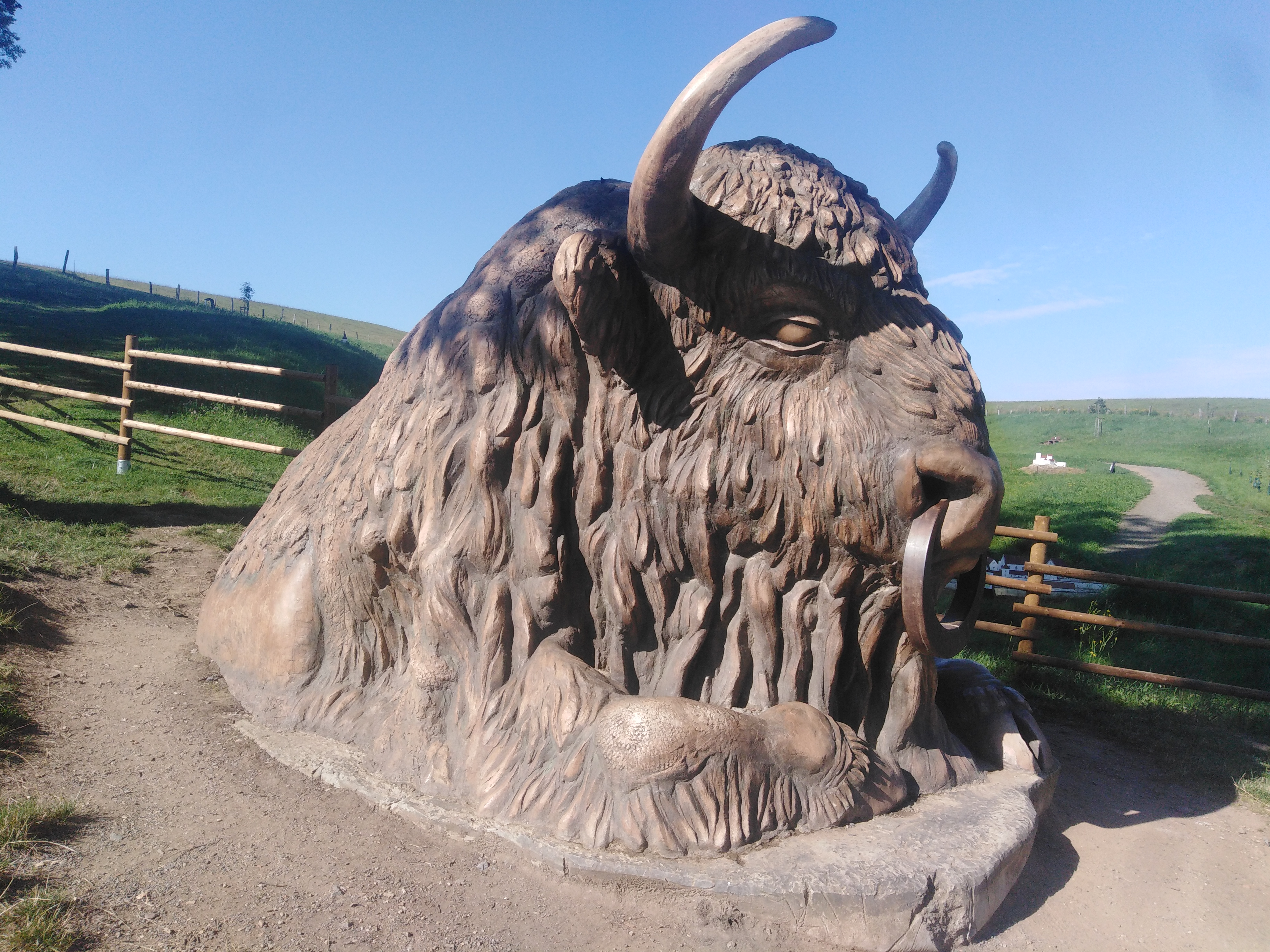
Zubr (2015)
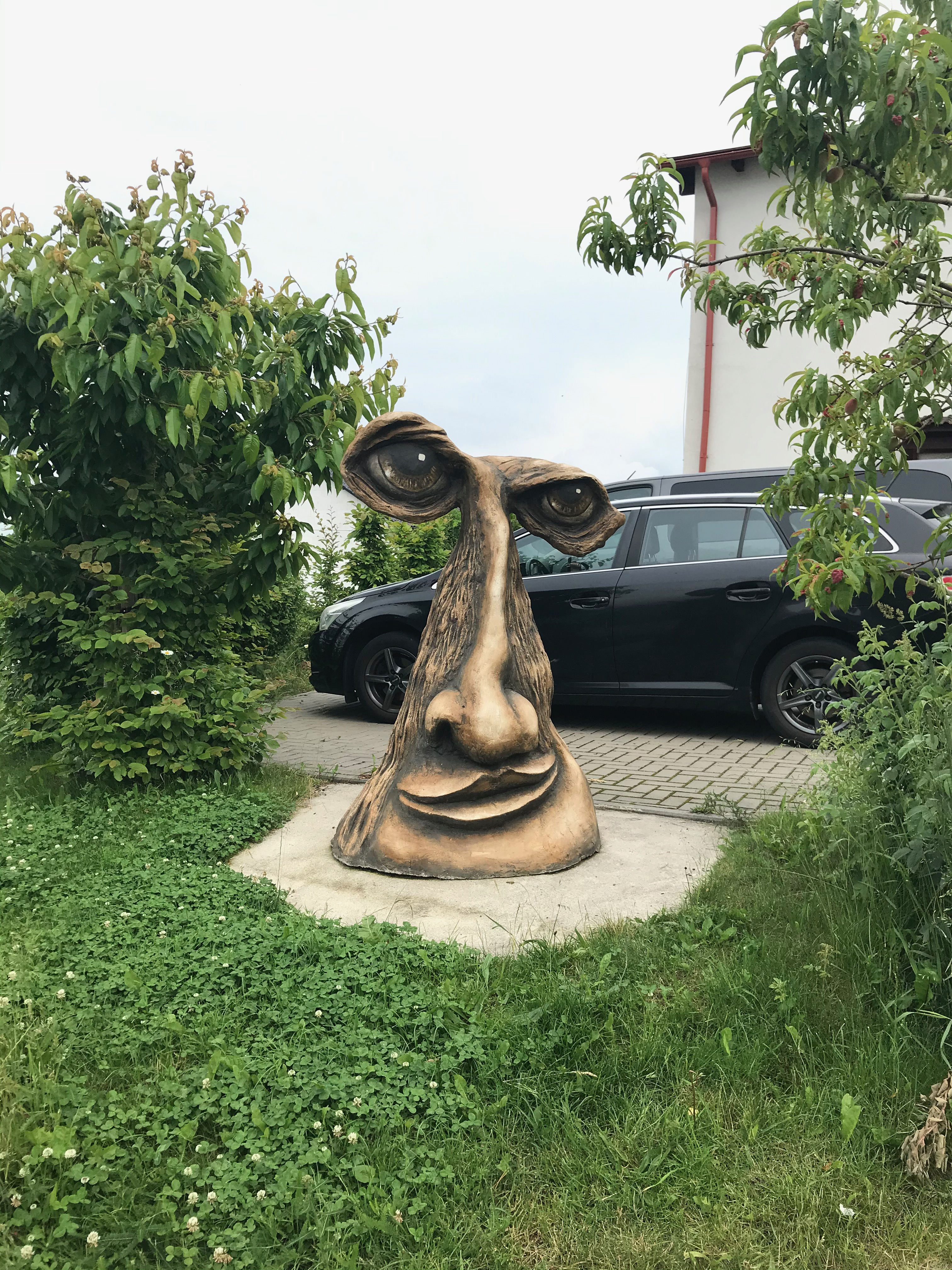
Stromový mužík (2016)
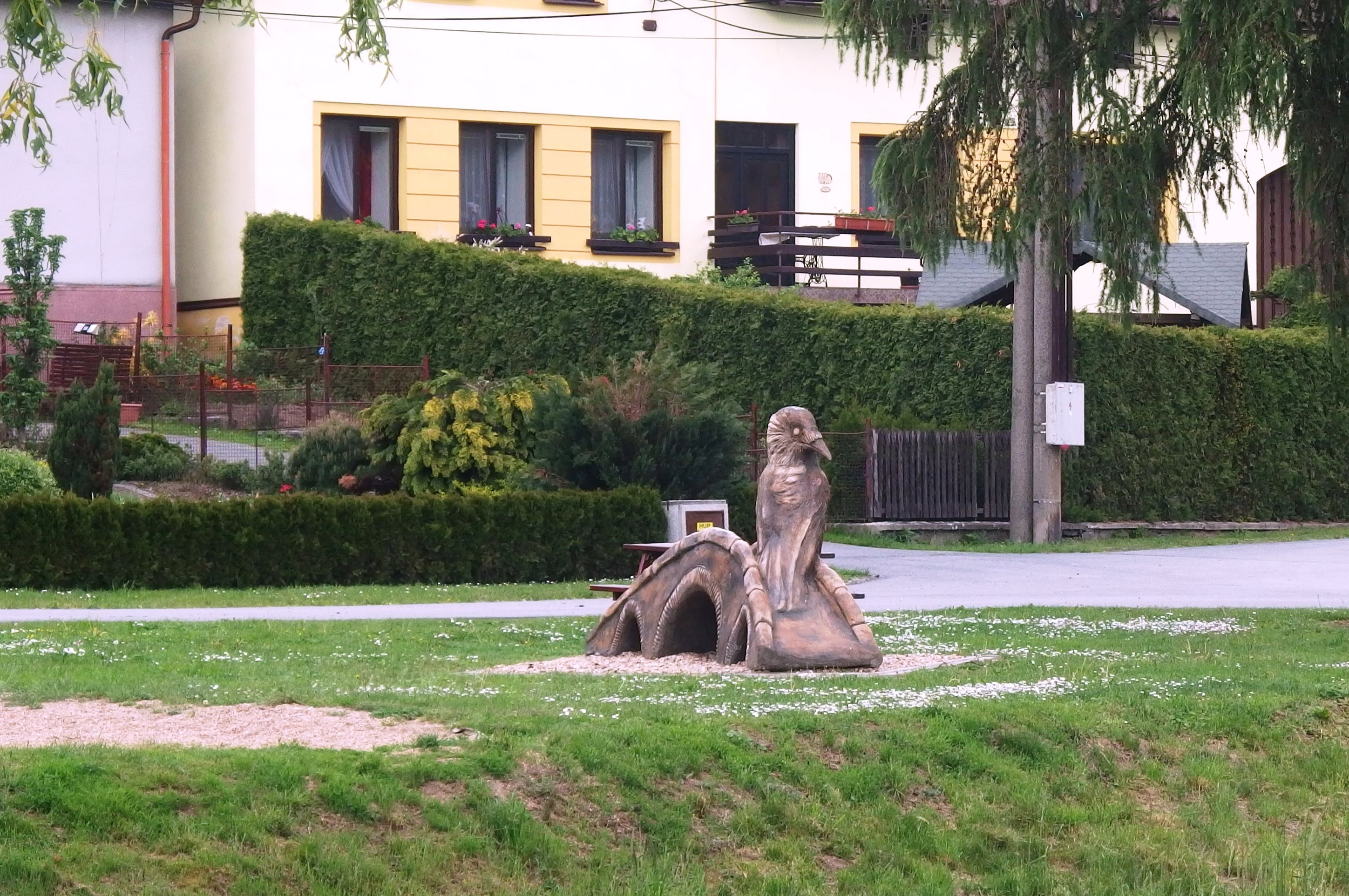
Kavka (2017)